# Łowicz

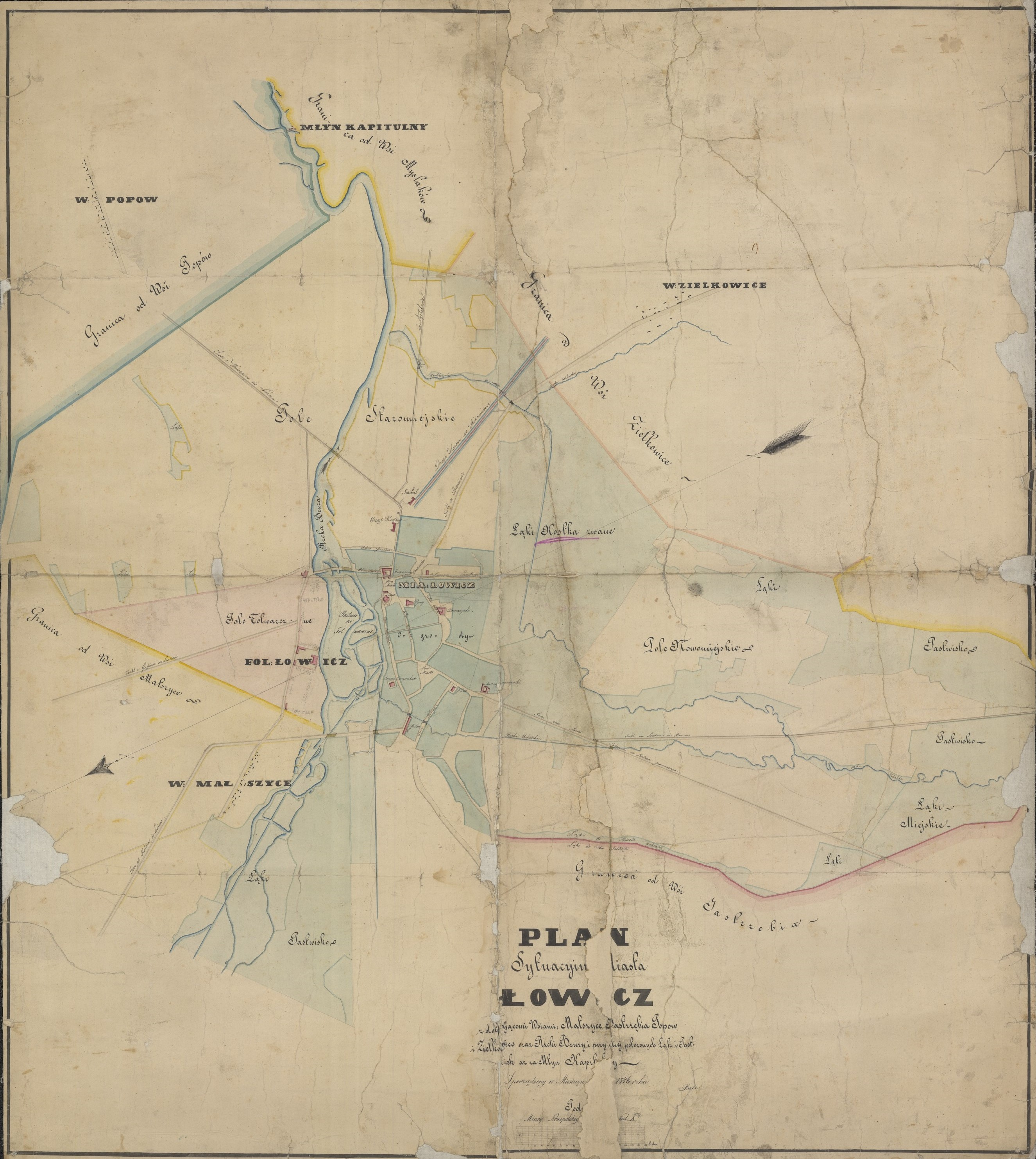
Plan Sytuacyjny Miasta Łowicz 1846

Łowicz – miasto w Polsce w województwie łódzkim, siedziba powiatu łowickiego oraz gminy wiejskiej Łowicz.

## Demografia
Według danych Słownika geograficznego Królestwa Polskiego w 1827 roku Łowicz miał 411 domów (z czego 95 było murowanych) zamieszkiwanych przez 6693 mieszkańców, w tym 676 Żydów. W 1862 były już 522 domy (w tym 123 murowane) zamieszkiwane przez 5885 mieszkańców, w tym 2061 Żydów. W 1881 roku w Łowiczu mieszkało w sumie 7567 mieszkańców.

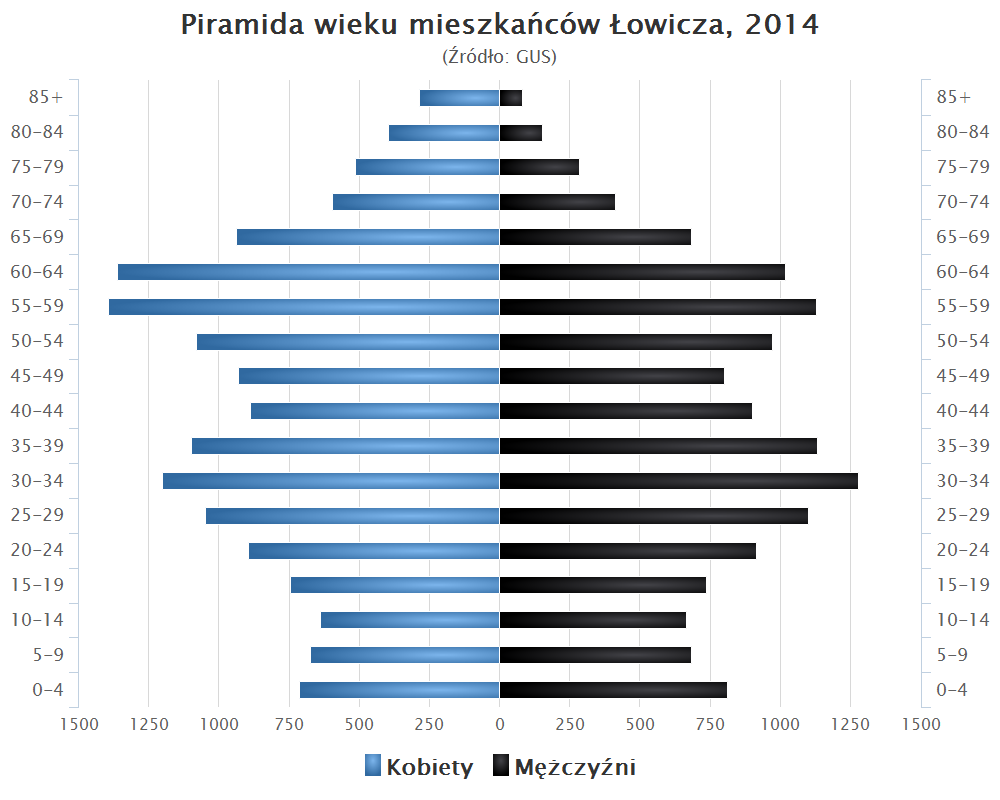
Piramida wieku mieszkańców Łowicza w 2014 roku

Dane z 31.12.2022 roku
| Opis                              | Ogółem | Ogółem | Kobiety | Kobiety | Mężczyźni | Mężczyźni |
| --------------------------------- | ------ | ------ | ------- | ------- | --------- | --------- |
| Jednostka                         | osób   | %      | osób    | %       | osób      | %         |
| Populacja                         | 26 099 | 100    | 14 004  | 53,4    | 12 243    | 46,6      |
| Gęstość zaludnienia [mieszk./km²] | 1225   | 1225   | 647     | 647     | 578       | 578       |

- Wykres liczby ludności miasta

## Położenie
Łowicz położony jest na Równinie Łowicko-Błońskiej (makroregion Nizina Środkowomazowiecka) i w północno-wschodniej części województwa łódzkiego. Przez miasto przepływa Bzura, lewy dopływ Wisły. Łowicz zajmuje równinę o niewielkich deniwelacjach terenu, a wysokości bezwzględne w mieście wahają się od ok. 82 m n.p.m. (koryto Bzury) do ok. 90 m n.p.m. w centrum.
Pod względem historycznym Łowicz leży na Mazowszu, w dawnej ziemi sochaczewskiej. Początkowo Łowicz należał do ziemi łęczyckiej, po czym pod koniec XIII wieku obszar całej kasztelanii łowickiej został włączony do Mazowsza.

## Nazwa
Pierwsza wzmianka o miejscowości w formie Loviche pochodzi z bulli papieża Innocentego II z 1136 roku, która potwierdzała prawa arcybiskupów gnieźnieńskich do okolicznych ziem. Nazwa była później notowana także w formach louich (1211–1215), Lowicz (1232), Louich (1242), Łowicz (1286), in opido … Lovicensi (1298), Lowicz (1345), Lowicz (1347), Lovicz (1359), Louicz (1369), archiepiscopi Loviciensis (1379), Lovicz (1359), Louicz (1400), post Novam Civitatem Lovicz … Novam Civitatem … Antiquae Civitatis (1404), Antiqua Lowicz (1433), Lovicii (1464), Lovicia (1468), opido Lowiczensia, nova et antiqua civitates at que podgrodzye (1499), novam videlicet et antiquam Lovycz atque Podgrodzye (1502), oppidum Lowicz, Staremyastho, Nowemyastho et Podgrodzye, antiqua civitate Lovicz, Antiqua civitas Lovicz, Nova civitas Lowicz, in Anthiqua et Pothgrodzye (1511-12), Nowe Myastho … Antiqua Civitatis … Nova Civitas Lovicz, Lovycz (1511-23), Lovicii (1553), Lowicz (1579), do Łowica (1661), Lowicz (1792), Łowicz (1827), Łowicz (1884).
Nazwa miasta pochodzi od nazwy osobowej Łowik, u podstawy której leży czasownik łowić w znaczeniu ‘polować’ (psł. *loviti). Nazwa miejscowa została utworzona przez dodanie do nazwy osobowej przyrostka -jь. Istnieje także hipoteza, że nazwa miasta wywodzi się bezpośrednio od słowa łowić, a jej znaczenie to ‘las, miejsce nadające się do polowania’.
W dokumencie z 1298 roku przy nazwie pojawiło się po raz pierwszy określenie „miasto”, co sugeruje, że lokacja miasta nastąpiła jeszcze przed tą datą. Na początku XVI wieku Łowicz składał się z trzech dzielnic, które wzmiankowane były w dokumentach pod nazwami: Antiqua Civitas Łowicz (łac. antiquus ‘stary’, civitas ‘miasto’), Nova Civitas Łowicz (łac. novus ‘nowy’) oraz Podgrodzie (‘miejsce pod grodem, przedmieście, część miasta za jego wałami, murami’).

## Historia

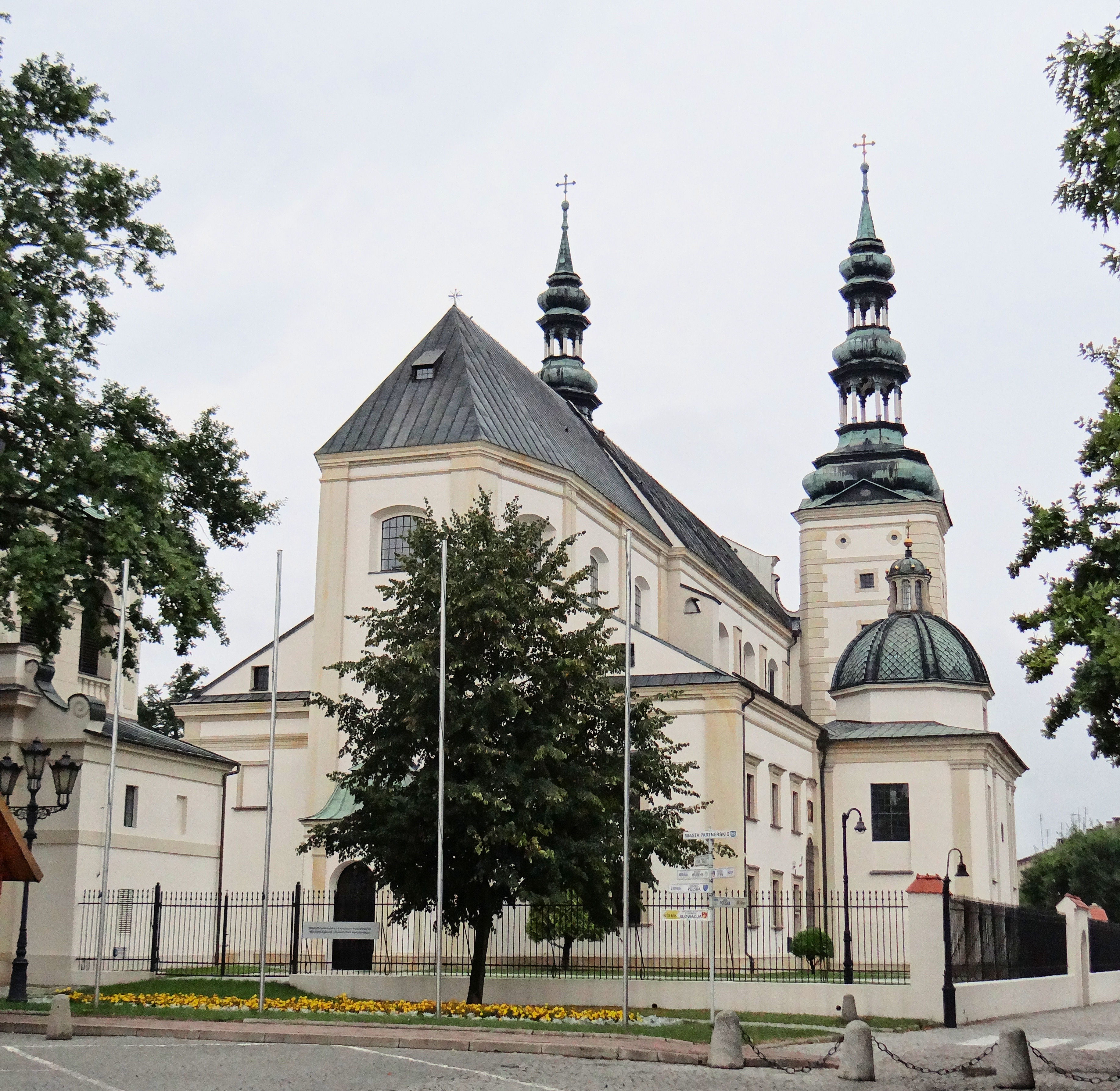
Bazylika katedralna Wniebowzięcia NMP i św. Mikołaja w Łowiczu

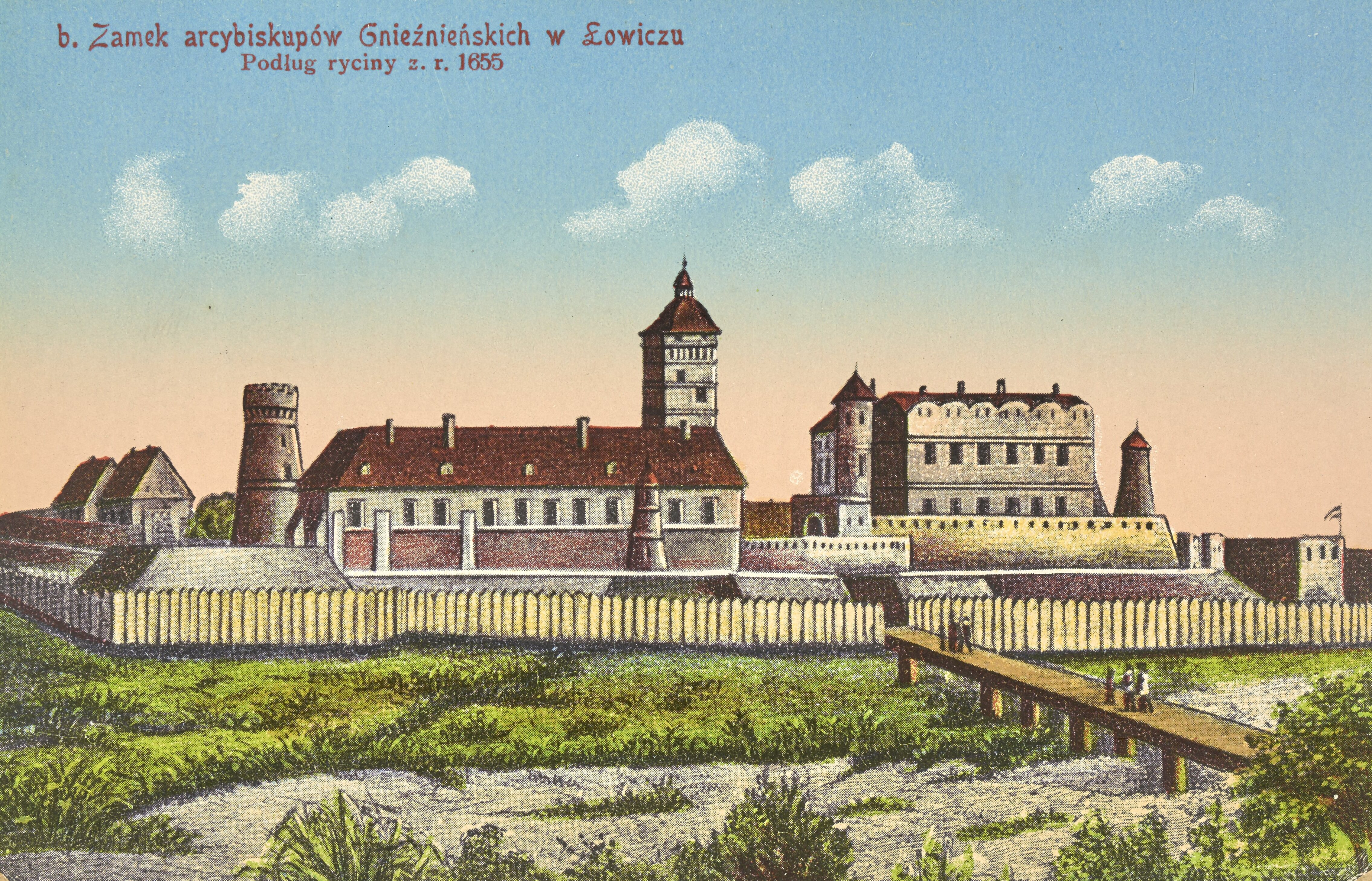
Zamek arcybiskupów gnieźnieńskich w Łowiczu na rycinie z r. 1655.

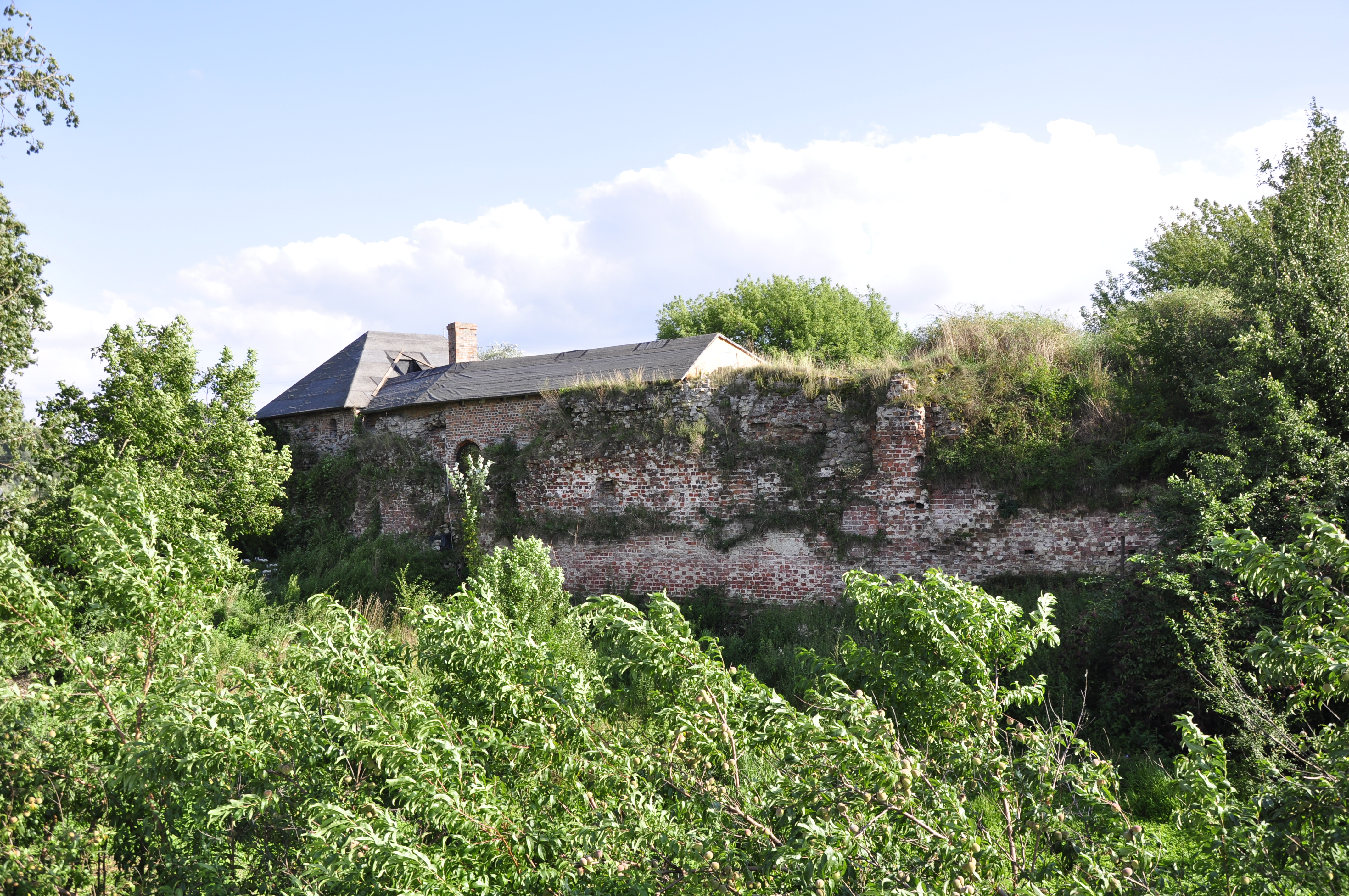
Ruiny zamku arcybiskupów gnieźnieńskich w 2010

Z badań archeologicznych wiadomo, że we wczesnym średniowieczu (XII–XIII w.) na miejscu dzisiejszych ruin zamku znajdował się drewniano-ziemny, przeprawowy gród obronny przez bagnistą dolinę Bzury, posiadający duże znaczenie strategiczne. Był to najprawdopodobniej jeden z pierwszych grodów piastowskich. Najstarsza wzmianka o Łowiczu (Loviche) pochodzi z bulli papieża Innocentego II z 7 lipca 1136 r., zatwierdzającej prawo arcybiskupów gnieźnieńskich do dóbr łowickich. Dobra te nadał kościołowi prawdopodobnie któryś z Piastów mazowieckich.

### Wiek XIII
Około 1214–1215 roku w Wolborzu w wyniku starań arcybiskupa Henryka Kietlicza, książęta z czterech prowincji: krakowskiej (Leszek Biały), mazowieckiej (Konrad I mazowiecki), kaliskiej (Władysław Odonic) i opolskiej (Kazimierz I opolski), wydali „przywilej immunitetowy” – dokument m.in. zatwierdzający dotychczasowe prawa kościoła gnieźnieńskiego do dóbr łowickich i grodu. W roku 1242 książę Konrad mazowiecki wydał arcybiskupom tzw. „wielki przywilej”, w którym dobra łowickie nazwano castellania (kasztelanią), ale sam Łowicz był określony jeszcze mianem villa (wieś), mimo iż znajdowała się już tu mansio (dwór arcybiskupi).
W 1263 roku miał miejsce najazd litewski na Łowicz.
Nie jest znana dokładna data otrzymania przez Łowicz praw miejskich, ale pierwszym dokumentem, w którym określany jest mianem oppidum (miasto) jest przywilej menniczy z roku 1298 dla arcybiskupstwa gnieźnieńskiego wystawiony w Łowiczu, przez księcia płockiego Bolesława II. Przy czym przez miasto należy rozumieć tu najprawdopodobniej Podgrodzie, zlokalizowane w okolicach dzisiejszego Przyrynku. Za tezą tą przemawia jego kształt – wyraźna po dziś dzień – owalnica usytuowana równolegle do Bzury.
Z innych zachowanych dokumentów piśmienniczych wiadomo jeszcze, iż wcześniej w roku 1263 miał miejsce najazd Litwinów, w wyniku którego „Łowicz wraz z kościołem i dworem został złupiony i podpalony”.

### Wiek XIV
Według relacji Janka z Czarnkowa około roku 1355, w miejscu starego grodu, arcybiskup gnieźnieński Jarosław Bogoria Skotnicki wzniósł na sztucznym nasypie nad brzegiem Bzury gotycki murowany zamek, który wkrótce stał się rezydencją arcybiskupów gnieźnieńskich i prymasów Polski.
Jeszcze zaś, przed rokiem 1358 lokował na prawie niemieckim Nowe Miasto (obecnie Stare Miasto). Liczne przywileje oraz swobody nadał miastu książę mazowiecki Siemowit I. W dokumentach z 1358 i 1359 r. Łowicz określa się już mianem civis lovicensis i civitas. Usytuowane ono zostało względem dotychczasowego oppidum na wschód wzdłuż Bzury, wokół drewnianego kościoła, stojącego w miejscu dzisiejszej Bazyliki Katedralnej i jeśli wierzyć zachowanej w niej późniejszej inskrypcji, ufundowanego najprawdopodobniej jeszcze w roku 1100 przez księcia Władysława Hermana.
W 1368 roku miał miejsce najazd litewski na Łowicz.

#### Konflikt z Mazowszem
Dzięki unikalnej randze kasztelanii oraz licznym immunitetom, a także (co nie pozostawało bez wpływu) wyjątkowemu położeniu na pograniczu Mazowsza i Polski arcybiskup Jarosław Bogoria Skotnicki coraz śmielej zaczął dążyć do uniezależnienia jej od zwierzchnictwa książąt mazowieckich. 1 marca 1357 udało mu się uzyskać przywilej od króla polskiego Kazimierza Wielkiego, potwierdzający posiadłości arcybiskupstwa gnieźnieńskiego, który wraz z innymi naciskami ze strony Polski, zmusił księcia mazowieckiego Siemowita III do wystawienia 17 maja 1359 roku w Skierniewicach dokumentu uznającego pełnię immunitetu arcybiskupiego do Łowicza i kasztelanii. Księciu udało się jedynie zachować prawo do polowania na tury. Z dokumentu tego wiadomo też, iż Łowicz wraz z przyległymi dobrami, liczącymi aż 111 wsi, stanowił największy kompleks majątkowy należący do Kościoła w ówczesnych czasach na terenie obecnej Polski. Siemowit jednak, nie chcąc się łatwo poddać, jeszcze tego samego roku wyznaczył arcybiskupom także czynsz w postaci jednej grzywny złota, który stanowić miał symbol zależności prymasowskiego Łowicza od książąt mazowieckich. Arcybiskupi zaś zyskali protektora w osobie Kazimierza Wielkiego, który w latach 1359–1360 kilkakrotnie nazwał arcybiskupa Jarosława księciem, tym samym dając do zrozumienia Siemowitowi, iż godzi się na niezależność dóbr łowickich. By nie psuć dobrych stosunków z Polską, książę odstąpił od roszczeń, by powrócić do nich zaraz po śmierci króla. W roku 1374 przy okazji złożenia urzędu przez Jarosława Bogorię i objęcia go przez Janusza Suchegowilka Strzeleckiego jeszcze raz pojawia się wzmianka o kasztelanie łowickim jako funkcjonariuszu arcybiskupim oraz trwającym zatargu. W roku 1379 król Ludwik Węgierski zobowiązał księcia Siemowita III do zachowania wszelkich przywilejów kościoła gnieźnieńskiego „w jego dobrach na Mazowszu”. Tym samym arcybiskup Janusz Suchywilk musiał złożyć publiczne oświadczenie, że Łowicz leży na Mazowszu. Mimo to ambicje obu stron powodowały dalsze zaognienie konfliktu. Ostatecznie w roku 1381 Siemowit III, po sprzeciwie arcybiskupa wobec objęcia przez syna Siemowita, Henryka mazowieckiego, prepozytury łęczyckiej, najechał kasztelanię łowicką. Pomimo jego śmierci w tym samym roku, kasztelania była okupowana przez Mazowsze jeszcze przez kilka lat (korzystając z zamieszania panującego w Polsce po śmierci Ludwika Węgierskiego). Następca księcia, Siemowit IV, rozpoczął 8 kwietnia 1382 oblężenie zamku łowickiego. Spory o kasztelanię łowicką trwały aż do czasu wcielenia Mazowsza do Korony.
6 czerwca 1398 roku król Władysław II Jagiełło nadał Łowiczowi przywilej solny, dzięki któremu mieszkańcy miasta mogli nabywać sól z żup Wieliczki i Bochni po niższej cenie, takiej, jaką płaciły miasta kujawskie. Dowodzi to, iż w Łowiczu działało, zapewne już wcześniej, bractwo prasołów – handlarzy soli.

### Wiek XV
Po burzliwej drugiej połowie wieku XIV następuje dalszy rozwój miasta. Na początku XV wieku w roku 1405 arcybiskup Mikołaj Kurowski lokował Nowe Miasto uprzednio 9 października 1404 erygując dla niego parafię i kościół pod wezwaniem św. Ducha. Sam kościół mógł mieć jednak wcześniejszy rodowód. Niektórzy historycy uważają, że najprawdopodobniej stał w tym miejscu wcześniej drewniany kościół, będący filią parafii Najświętszej Marii Panny, pełniący funkcje szpitalne już w XIV wieku. Dopiero przebudowany z fundacji arcybiskupa Mikołaja Kurowskiego został podniesiony przez niego do rangi kościoła parafialnego. Mogłyby na to wskazywać wezwanie sugerujące jego pierwotny szpitalny charakter, a także, zakładając iż tak było w istocie, położenie kościoła poza granicami Starego Miasta, tuż przy nieistniejącej już bramie miejskiej zwanej krakowską. Najprawdopodobniej był to pierwszy murowany kościół w Łowiczu. Został on pobudowany jako orientowany, jednonawowy w stylu gotyckim przez Janka z Uniejowa.
Tymczasem w miejscu starego drewnianego kościoła na terenie Starego Miasta zbudowana została nowa świątynia w stylu gotyckim, która 25 kwietnia 1433 podniesiona została do rangi kolegiaty przez arcybiskupa Wojciecha Jastrzębca. Wówczas też powstały Prymasowska Kapituła Łowicka, a przy Kolegiacie najstarsza w kraju kolonia Akademii Krakowskiej. Kapituła łowicka składała się z prepozyta, dziekana, kustosza i 10 kanoników.
10 sierpnia 1424 roku, król Władysław Jagiełło nadał przywilej zwalniający wszystkich obywateli łowickich z płacenia cła i podatku targowego.
24 października roku 1419 arcybiskup Mikołaj Trąba potwierdził przywilej lokacyjny Łowicza i przeprowadził unifikację prawa miejskiego dla całej konurbacji, w skład której wchodziły Podgrodzie, Stare Miasto i Nowe Miasto, według prawa średzkiego. Nie ma wcześniejszych wzmianek odnośnie do ratusza miejskiego. Wiadomo jednak, że już po nadaniu nowego prawa wybudowano takowy pośrodku rynku na Starym Mieście. Pełnił on swą funkcję do roku 1443 kiedy to wybudowano ratusz nowomiejski. Później stary ratusz służył jako siedziba i magazyn bractwa prasołów i w związku z nową funkcją zwany był – od kupczenia – kupusem.
29 sierpnia 1447 roku król Kazimierz Jagiellończyk wydał przywilej potwierdzający zwolnienie mieszczan łowickich z płacenia cła i podatku targowego.
17 stycznia 1463, w wyniku starań arcybiskupa Jana Sprowskiego, król Kazimierz Jagiellończyk wystawił w Piotrkowie specjalny przywilej królewski zatwierdzający wszystkie dotychczasowe przywileje kasztelanii łowickiej i uwalniający od opłaty rzecznej jednej grzywny złota. Przywilej ów zakończył najazdy książąt mazowieckich na dobra łowickie.
4 lutego 1495 roku król Jan Olbracht wydał przywilej potwierdzający zwolnienie mieszczan łowickich z płacenia cła i podatku targowego.
Dzięki położeniu na ważnych szlakach handlowych i komunikacyjnych oraz licznym przywilejom i jarmarkom miasto bardzo szybko się rozwijało.

### Wiek XVI

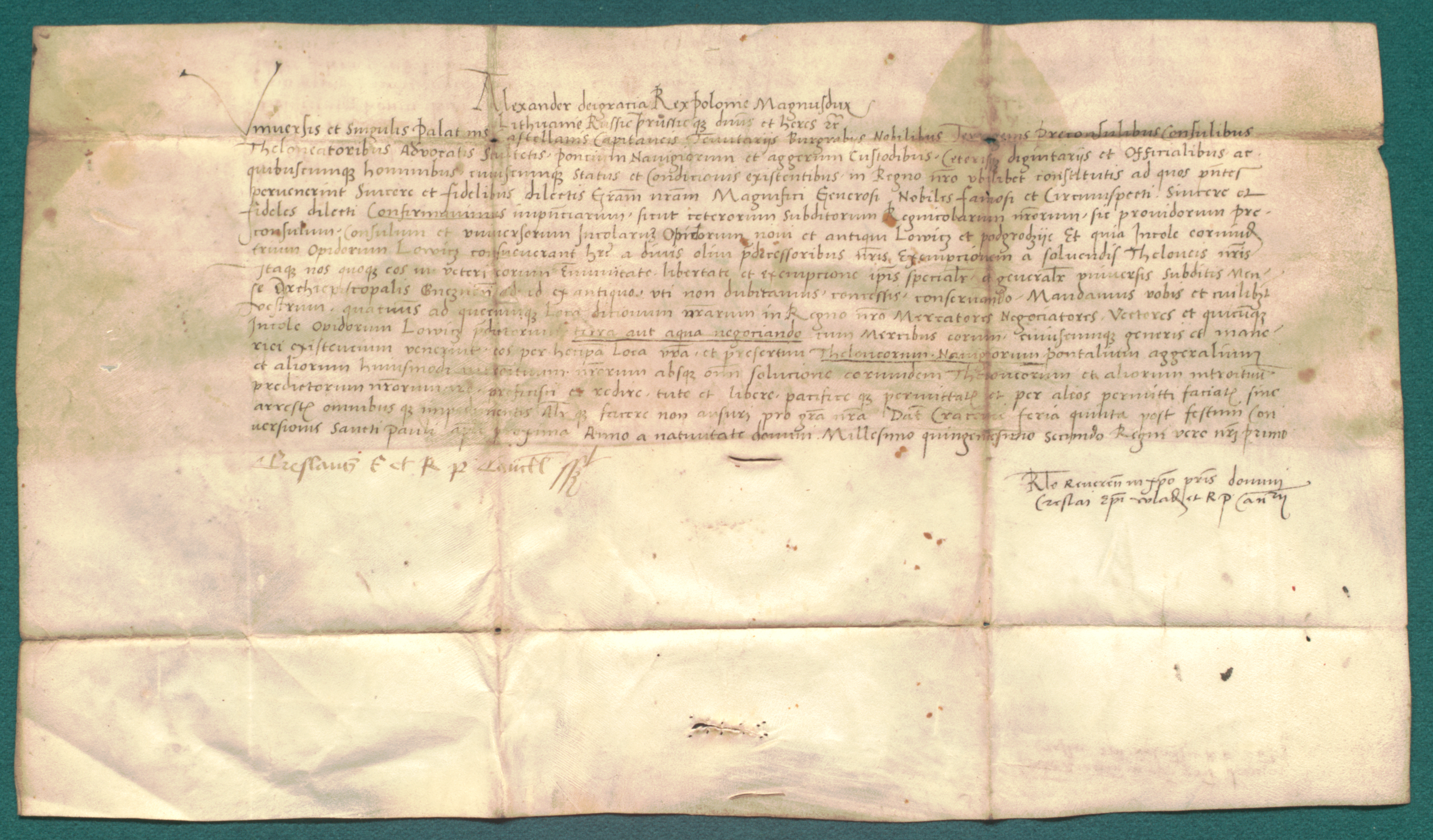
Aleksander, król polski, nakazuje nie pobierać opłat celnych i innych od mieszczan trzech miast łowickich: Nowego Łowicza, Starego Łowicza i Podgrodzia (1502 r.).

Pomimo specyficznego charakteru miasta, pozostającego niezmiennie pod władzą arcybiskupów gnieźnieńskich, z początku wieku pochodzą pierwsze wzmianki o próbach osadnictwa żydowskiego. Miało ono charakter czasowy, związany głównie z prowadzoną działalnością targową i jarmarkami, bez prawa do stałego pobytu. Nie istniała też tu gmina żydowska, a sporadyczni żydowscy mieszkańcy Łowicza lub jego okolic, organizacyjnie przynależeli do gmin w Gąbinie bądź Sochaczewie. Nie zachowały się jednak szczegółowe źródła historyczne, które pozwoliłyby odtworzyć historię pierwszych łowickich Żydów. Pewnym jest natomiast, że w wyniku tych prób w roku 1526 arcybiskup Jan Łaski nadając miastu, lub potwierdzając wcześniejszy, przywilej De non tolerandis Judaeis zakazał Żydom osadnictwa w Łowiczu, a już tam mieszkających – wygnał. Wolno im było jednak przebywać w mieście podczas targów i jarmarków, jeszcze zanim w roku 1532 uzyskali prawo wolnego handlu w całym państwie.
Po śmierci Janusza III w roku 1526, a tym samym wygaśnięciu męskiej linii książąt czersko-warszawskich, staraniem króla Zygmunta Starego w 1529 ostatecznie inkorporowano Mazowsze do Polski, ustanawiając je jednym z województw Korony.
Od 1572 r. (po śmierci Zygmunta Augusta) w okresach bezkrólewia, Łowicz pełnił funkcję drugiej stolicy Rzeczypospolitej z racji tego, iż to tutaj rezydował Interrex, którego rola zwyczajowo przypadała prymasowi Polski.

### Wiek XVII – XVIII

Łowicz na sztychu z dzieła Theatri praecipvarvm totivs mvndi vrbivm Georga Brauna i Franza Hogenberga z 1618

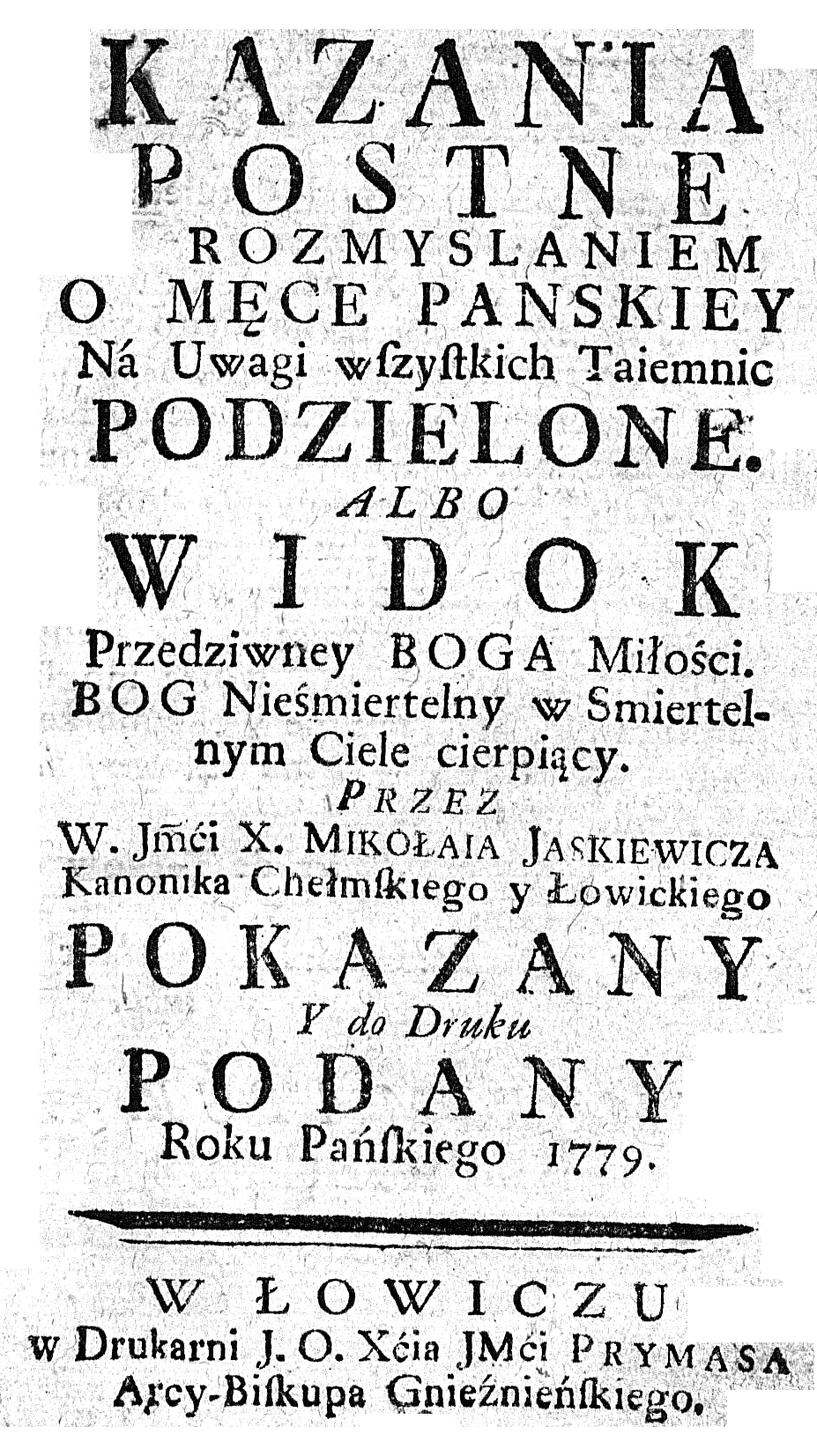
Druk religijny Mikołaja Jaśkiewicza wydany w Łowiczu w 1779 roku.

Miasto zostało zniszczone podczas potopu szwedzkiego i nigdy już nie odzyskało swej rangi. W Mortuologium łowickich bernardynek przeczytać można o skali dokonanych wówczas zniszczeń: „Bardzo ucierpiały kościoły i klasztory. W Łowiczu Szwedzi najpierw zburzyli klasztor bonifratrów z kościołem św. Jana Bożego, potem zrównali z ziemią kościół św. Jana Chrzciciela ze szpitalem i kaplicą św. Krzyża, dalej bardzo zrujnowali klasztor dominikanów, a w końcu profanowali kolegiatę niedawno odbudowaną, w której złupili ołtarze, zabrali szaty kościelne, kielichy, krzyże, świeczniki”. Szwedzka załoga dokonała także w 1657 r. wysadzenia w powietrze części zabudowań zamku biskupiego. W XVIII w. Łowicz zaczął powoli podupadać, przechodząc stopniowo do roli małego miasteczka. Mimo to, aż do rozbiorów był ważnym ośrodkiem kultury i edukacji. Tu w roku 1668 powstaje jedno z pierwszych w Polsce kolegiów pijarskich. Był miastem duchownym arcybiskupstwa gnieźnieńskiego w ziemi sochaczewskiej województwa rawskiego aż do 1792 roku.
W latach 1648–1659 powstawał pierwszy zarys dziejów Łowicza – Annales civitates Loviciae (Roczniki miasta Łowicza) autorstwa Andrzeja Kazimierza Cebrowskiego oraz jego syna Mikołaja.
Po II rozbiorze w 1793 r. miasto znalazło się pod panowaniem pruskim.

### Wiek XIX

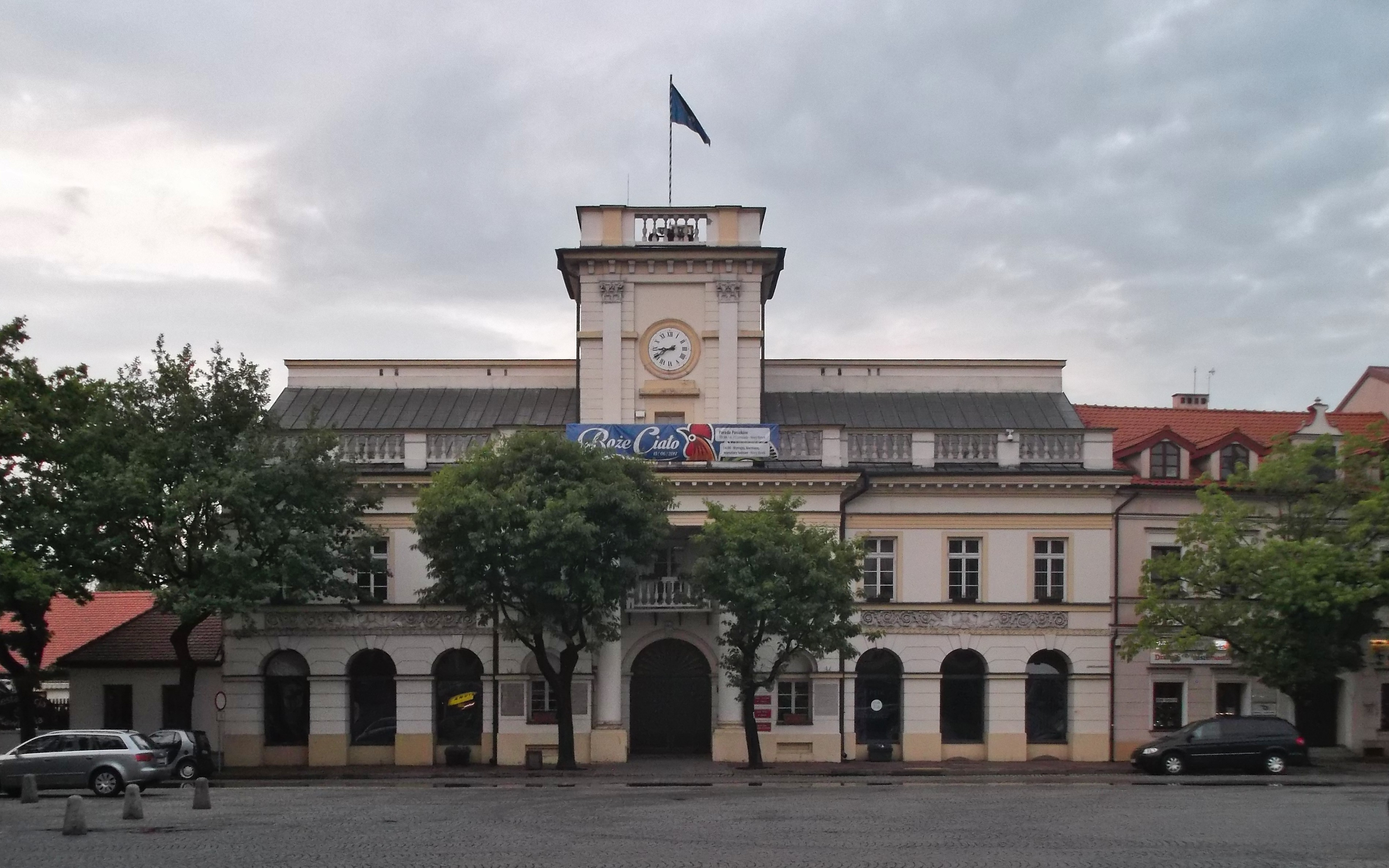
Ratusz w Łowiczu

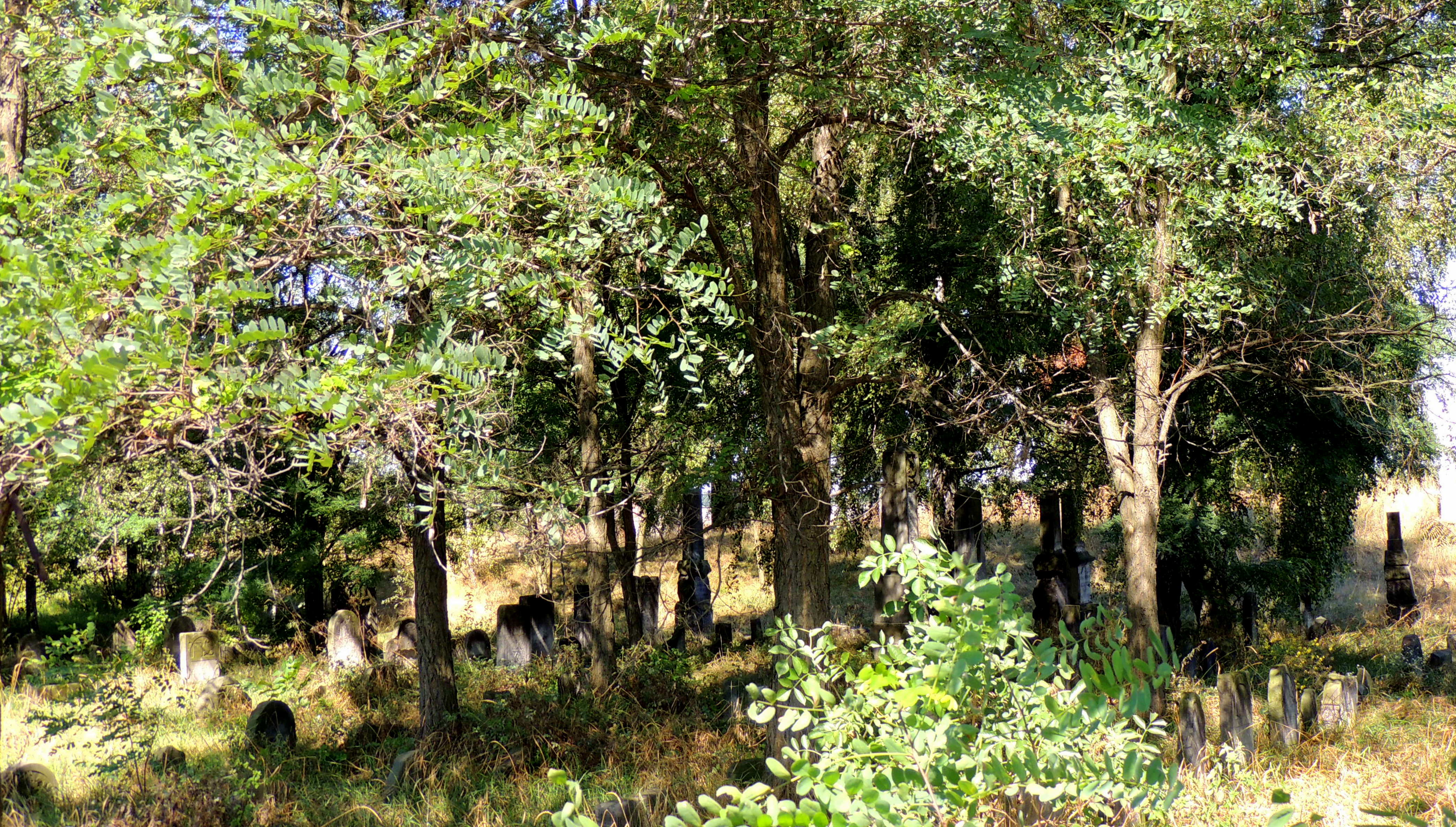
Cmentarz żydowski w Łowiczu

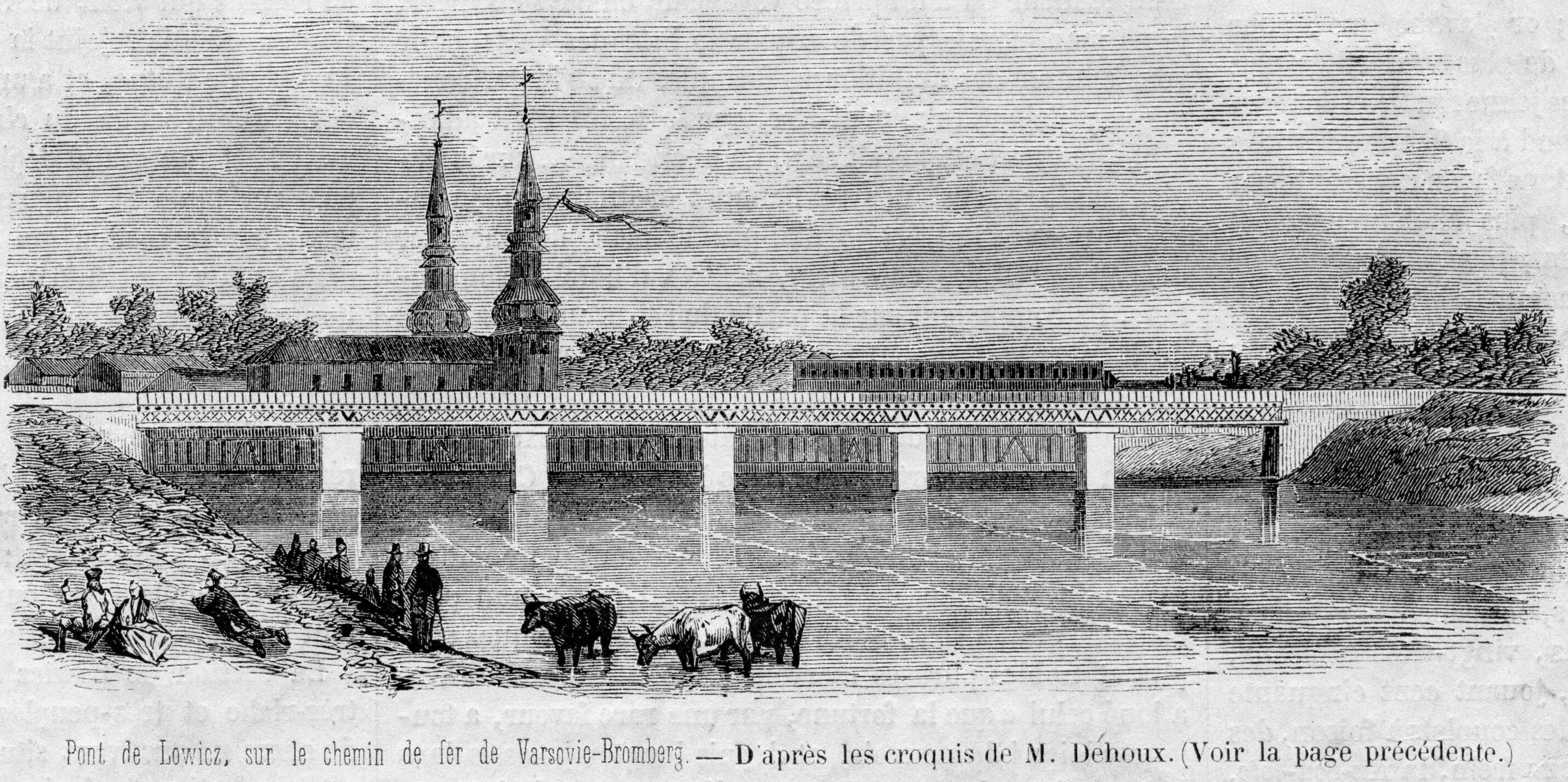
Most kolejowy w Łowiczu (1861) na linii Warszawa–Bydgoszcz; L’Illustration, 1862

Od 1807 r. weszło w skład utworzonego w wyniku wojen napoleońskich Księstwa Warszawskiego, i dalej od 1815 r. znalazło się w granicach Królestwa Polskiego. W 1820 r. dobra łowickie przechodzą na własność Wielkiego Księcia Konstantego i jego żony Joanny Grudzińskiej, która oficjalnie otrzymała tytuł „Księżnej Łowickiej”. Dekretem cesarskim z dnia 9 lipca 1822 r. wydanym w Petersburgu, wskazano ustalenie granic zewnętrznych księstwa łowickiego, tym samym tworząc je formalnie, gdyż uprzednio jego nazwa, aż od czasów arcybiskupów gnieźnieńskich, funkcjonowała tylko zwyczajowo.
W czasie powstania listopadowego (1830–1831) w Łowiczu zorganizowano Gwardię Narodową.
Wedle testamentu zmarłej w 1831 roku księżnej łowickiej, Księstwo zostało przyłączone do dóbr koronnych, czyli stało się własnością króla polskiego. W wyniku tego, w roku 1838, dobra łowickie przeszły na własność cara Mikołaja I, a następnie w 1856 Aleksandra II, w 1881 Aleksandra III i w 1894 Mikołaja II.
Przejście dóbr łowickich na własność cara Mikołaja I legło u podstaw zgody carskiego sztabu generalnego, na żądanie namiestnika carskiego w Królestwie Polskim – Iwana Paskiewicza, na budowę pierwszej linii kolejowej w zaborze rosyjskim, tzw. kolei warszawsko-wiedeńskiej. W ramach realizacji tej inwestycji Łowicz uzyskał połączenie kolejowe z rosyjskim systemem kolejowym. Układanie torów na odcinku Grodzisk Mazowiecki – Skierniewice – Łowicz ukończono 15 października 1845. Regularny ruch na trasie Warszawa – Łowicz otwarto 1 listopada 1845. Po pełnym uruchomieniu tej linii w kwietniu 1848 do granicy zaboru rosyjskiego (Cesarstwo Rosyjskie) z zaborem pruskim (Austro-Węgry), do stacji Maczki (dziś dzielnica Sosnowca), Łowicz uzyskał połączenie kolejowe z Krakowem, Wrocławiem i Wiedniem, czyli z systemem kolei austriackich. W 1861 wybudowano stację Łowicz Główny.
Po oddaniu do eksploatacji w 1862 roku linii warszawsko-bydgoskiej Łowicz uzyskał, przez Warszawę, połączenie z siecią kolei pruskich. Z kolei od połowy listopada 1866 roku Łowicz uzyskał, przez Koluszki, bezpośrednie, lokalne, połączenie z Łodzią, w ramach tzw. Kolei Fabryczno-Łódzkiej.
Pod koniec XIX wieku w Słowniku geograficznym Królestwa Polskiego miejscowość wymieniona jest jako siedziba powiatu w guberni warszawskiej.
W drugiej połowie XIX wieku nastąpił rozwój drobnego przemysłu. Mimo licznych represji za udział w powstaniu styczniowym (1863–1864), miasto nadal rozwijało się gospodarczo, edukacyjnie i kulturalnie.

### Wiek XX

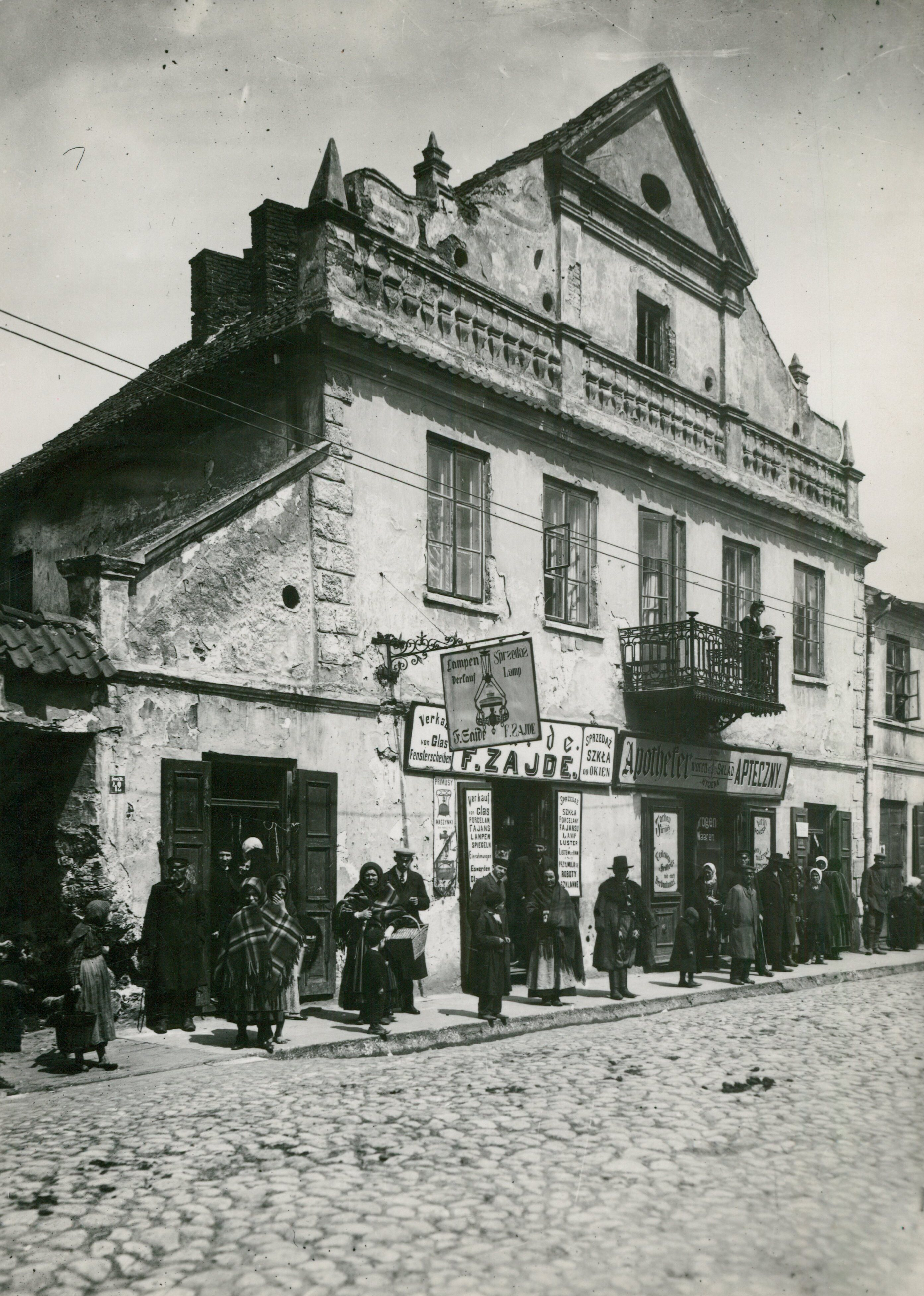
Fasada domu nr 42 na ulicy Zduńskiej w Łowiczu

W roku 1906 za panowania Mikołaja II Księstwo zostało zaliczone do pierwszej kategorii dóbr pałacowych, zawsze należących do osoby panującej i niepodlegających sprzedaży lub alienacji. W 1907 roku w Łowiczu zawiązała się parafia pw. Przenajświętszego Sakramentu Kościoła Starokatolickiego Mariawitów. Przy ówczesnej ul. Glinki w roku 1910 mariawici wybudowali neogotycki kościół. W 1935 roku doszło do rozłamu w łowickiej parafii mariawickiej. Wówczas część wiernych wraz z proboszczem opowiedziała się za mariawityzmem reformowanym. Jako siedzibę dla swojej parafii obrali kamienicę przy ulicy Browarnej nr 9a.
W nocy z 11 na 12 marca 1935 roku bolid rozpadł się kilka km na południe od Łowicza, co skutkowało deszczem meteorytów.

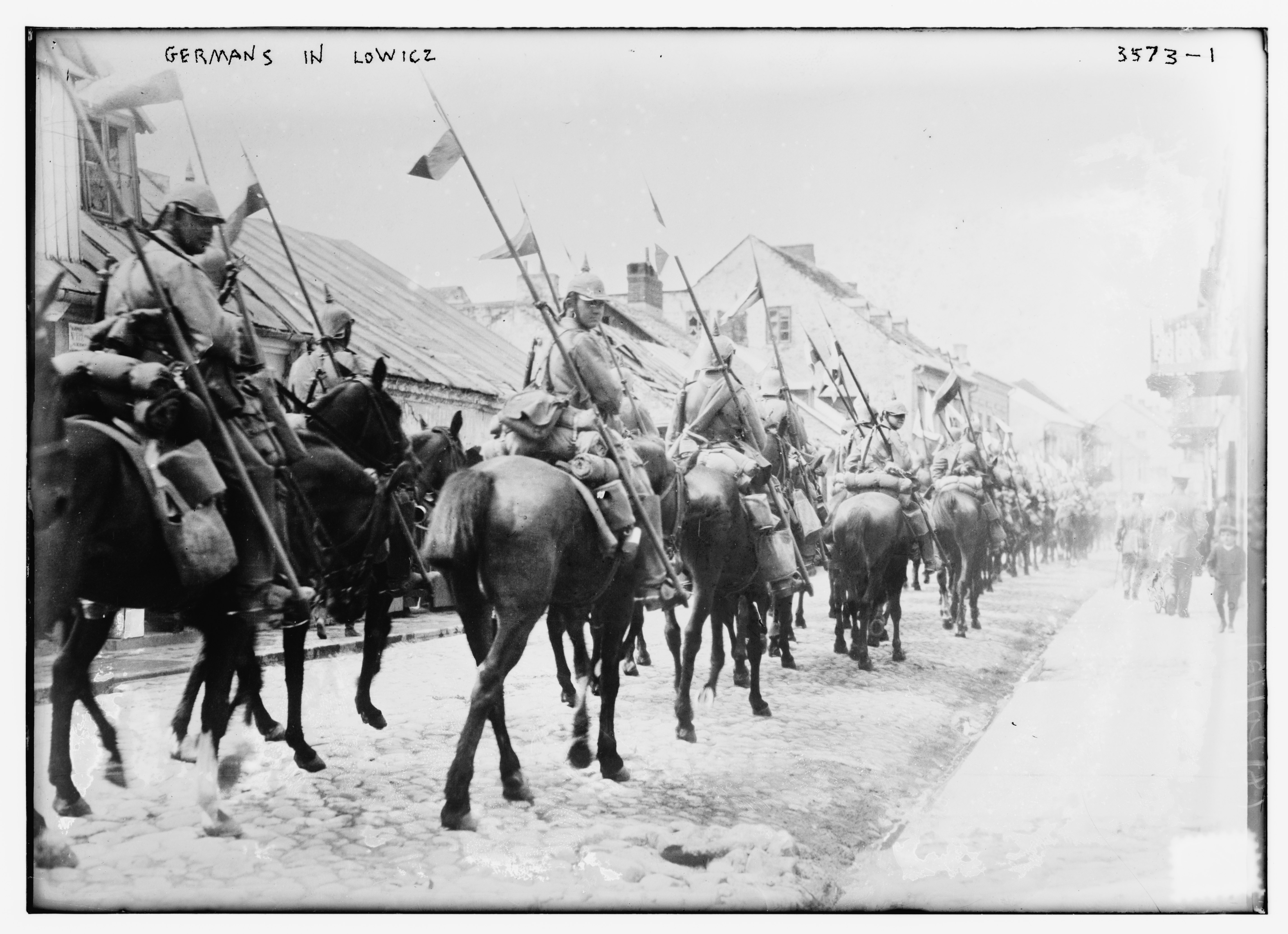
Kawaleria niemiecka wkracza do Łowicza w 1914

W wyniku I wojny światowej, w roku 1916 na mocy wydanego przez władców Austro-Węgier i Niemiec aktu 5 listopada o uznaniu Królestwa Polskiego niepodległego od Rosji i niezwiązanego unią personalną z dynastią Romanowów, Księstwo weszło w skład tzw. Regencyjnego Królestwa Polskiego.
22 czerwca 1922 w Dzienniku Personalnym Ministerstwa Spraw Wojskowych ogłoszono nadanie Krzyży Walecznych ochotnikom–uczniom gimnazjum i seminarium w Łowiczu.
W 1930 roku Łowicz odwiedził prezydent Polski Ignacy Mościcki.
W 1932 roku w mieście miały miejsce rozruchy z udziałem kilkuset osób, które protestowały przeciwko zabiciu przez miejscową policję mieszkańca miasta kradnącego węgiel na bocznicy kolejowej. Tłum szturmował m.in. posterunek policji. Zamieszki stłumiono po przybyciu posiłków policji z pobliskich miast.
W pierwszej połowie 1936 roku doszło w mieście do ekscesów o podłożu antysemickim.
Od sierpnia 1939 roku działał tu obóz dla internowanych obywateli polskich pochodzenia niemieckiego.

#### II wojna światowa
W pobliżu miasta we wrześniu 1939 rozegrała się największa bitwa kampanii wrześniowej znana jako bitwa nad Bzurą.
- 1 IX, tuż po wybuchu wojny, wprowadzono obowiązek zaciemnienia i godzinę policyjną w myśl rozporządzenia o stanie wojennym. Węzeł kolejowy pracował bez przeszkód, trwał ruch transportów wojskowych.
- 3 IX we wczesnych godzinach popołudniowych nastąpił pierwszy nalot. Poważnym uszkodzeniom uległy Dworzec Główny i wszelkie instalacje kolejowe. W dniach od 4 do 6 września naloty powtarzano codziennie, całkowicie paraliżując łowicki węzeł kolejowy. Dzięki wysiłkom obrony cywilnej i łowickich kolejarzy, systematycznie usuwano uszkodzenia, ale ruch pociągów stał się możliwy wyłącznie w nocy. Ataki z powietrza, wymierzone, według oświadczeń niemieckich, wyłącznie przeciw komunikacji kolejowej, spowodowały również ogromne straty wśród ludności cywilnej i zabudowy miasta.
- Nalot z 6 września spowodował zburzenie i spalenie zabudowy po wschodniej i południowej stronie Starego Rynku, wokół Końskiego Targu, po wschodniej stronie ul. Warszawskiej, ul. 3 Maja, południowej strony ul. Zduńskiej, wschodniej strony ul. Mostowej oraz szpitala św. Tadeusza. Śmierć poniosło ok. 200 osób cywilnych. Obronę przed atakami samolotów prowadziły bateria przeciwlotnicza Bofors 40 mm, ustawiona na przedpolach miasta i 4 lub 5 ckm, obsługiwane przez żołnierzy Ośrodka Zapasowego 10 Pułku Piechoty. Nie zanotowano jednak żadnych zestrzeleń. Dzięki zarządzeniu władz powiatowych o rozśrodkowaniu mieszkańców Łowicza po okolicznych wsiach, uniknięto większych strat.
- W południe, 8 IX do Łowicza wkroczyły oddziały zwiadowcze 8 Armii niemieckiej, które nadjechały od strony Łodzi, a następnie, w dniach 9–10 IX miasto obsadziła niemiecka piechota. W tym okresie nie odnotowano aktów terroru ze strony okupantów.
- 11 IX jednostki 16 Pomorskiej Dywizji Piechoty z Armii „Pomorze” zdobyły miasto, wypierając oddziały niemieckie. Uderzenie wojsk polskich nastąpiło od strony Kutna. 16 dywizja poprzestała na dozorowaniu południowej części miasta patrolami, a linię obronną zorganizowała na północnym brzegu Bzury.
- 13 IX niemiecka 18 Dywizja Piechoty wykonała pierwsze uderzenie na polskie stanowiska w Łowiczu. Atak został odparty przez żołnierzy polskiej 16 dywizji.
- 14 IX Niemcy sprowadzili posiłki – 24 Dywizję Piechoty i 6 dywizjonów artylerii, w tym 33 ciężkiej. Dodatkowo, na korzyść strony niemieckiej, działały baterie zmotoryzowanej artylerii ciężkiej, ostrzeliwujące z Domaniewic. Niemcy mieli do dyspozycji wsparcie pancerne i osłonę lotniczą. Pomiędzy 14 a 16 września trzy razy miasto przechodziło z rąk do rąk. Polską piechotę wspierały 7 Pułk Artylerii Ciężkiej i dwa pociągi pancerne. Mimo zastosowania barbarzyńskiej metody walki, jaką było wzięcie przeszło 100 zakładników i potraktowanie ich jako „żywych tarcz”, Niemcom nie udało się łatwo osiągnąć sukcesu. W godzinach popołudniowych atak niemiecki, prowadzony ul. Mostową pod osłoną polskich zakładników, został odparty kontratakiem na broń białą przez żołnierzy 16 dywizji. Zginęło dwóch zakładników, pozostałych udało się uwolnić.
- W wyniku decyzji gen. Władysława Bortnowskiego, w nocy z 16 na 17 września, wojsko polskie opuściło miasto.

Po wycofaniu się polskiego wojska, niemiecka żandarmeria polowa rozprawiła się z wziętymi do niewoli polskimi obrońcami, którzy nie byli umundurowani i według strony niemieckiej, nie podlegali ochronie konwencji haskiej i genewskiej. Rozstrzelano 86 Łowiczan i osób przyjezdnych, a przy ul. Warszawskiej 6 harcerzy, którzy walczyli w mundurach organizacyjnych. Po zdobyciu Łowicza w nocy z 16 na 17 września 1939 roku Niemcy okupowali miasto do 17 stycznia 1945 roku.
W 1940 Niemcy utworzyli w mieście getto dla ludności żydowskiej.
23 maja 1943 roku przed budynkiem mleczarni „Blich” Niemcy rozstrzelali 10 partyzantów z oddziału Gwardii Ludowej im. Pułaskiego rannych w walce z hitlerowcami (po wojnie w miejscu kaźni odsłonięto tablicę pamiątkową).

#### Okres powojenny

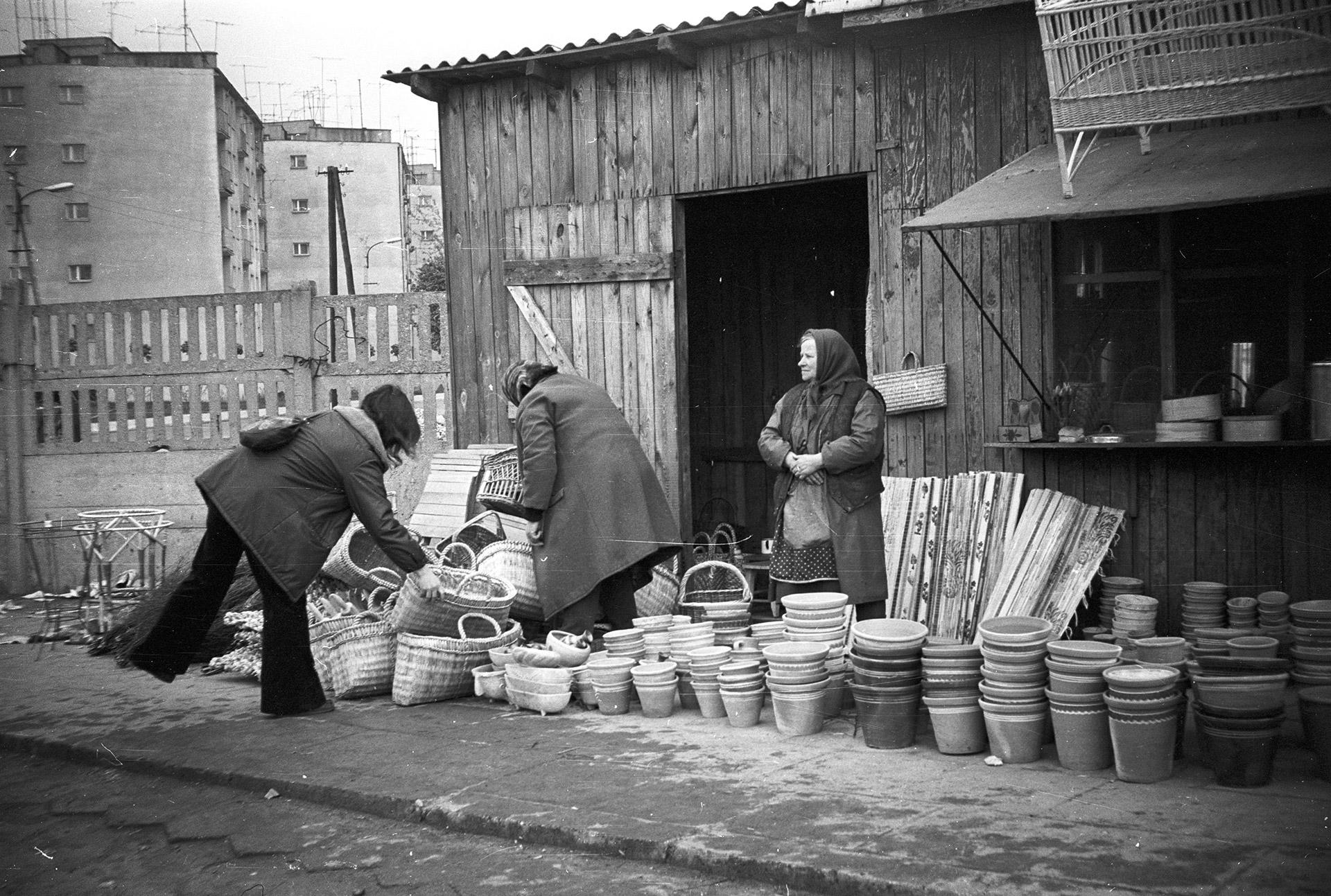
Handel uliczny w Łowiczu w 1974

W Polsce Ludowej miasto stało się ośrodkiem przemysłu rolno-spożywczego, lekkiego i materiałów budowlanych. W 1963 roku w mieście uruchomiono dużą przetwórnię owocowo-warzywną, a w 1969 roku zakłady dziewiarskie „Syntex”. W okresie powojennym powstało kilka osiedli mieszkaniowych.
W latach 60. na Rynku Kościuszki odsłonięto Pomnik Wdzięczności poświęcony żołnierzom Wojska Polskiego i 1 i 2 Armii Pancernej I Frontu Białoruskiego.
Od 1971 roku w mieście odbywały się Łowickie Dni Muzyki Baroku. W Polsce Ludowej działająca w mieście Spółdzielnia „Sztuka łowicka” zatrudniała licznych artystów ludowych z okolic miasta. W 1979 roku zbudowano tu skansen.
W latach 1975–1998 miasto należało administracyjnie do województwa skierniewickiego.
25 marca 1992 r. papież Jan Paweł II bullą Totus Tuus Poloniae Populus erygował diecezję łowicką, podnosząc tym samym kolegiatę łowicką do godności katedry. Podczas swej VII. Podróży Apostolskiej do Polski papież odwiedził Łowicz i 14 czerwca 1999 r. nadał katedrze łowickiej tytuł bazyliki mniejszej.

## Gospodarka
W XIX wieku w miejscowości rozwijał się również przemysł. Słownik geograficzny Królestwa Polskiego wymienia następujące zakłady fabryczne istniejące w mieście w 1878 roku: zbożowy młyn o napędzie parowym produkujący na 85000 rubli i zatrudniający 24 robotników, 2 destylarnie z 4 robotnikami i produkcją o wartości 22000 rubli, 5 garbarni z zatrudnieniem 10 osób z produkcją 27400 rubli, 3 mydlarnie z 4 robotnikami dostarczające produkcję o wartości 17200 rubli, zatrudniający 5 pracowników lokalny browar warzący piwo na sumę 10000 rubli, 2 olejarnie z 6 robotnikami i produkcją 10500 rubli, 2 warzelnie miodu z prod. miodu pitnego na sumę 600 rubli, 3 fabryki octu z prod. 6260 rubli. W mieście istniały także zakłady korzystające z bogatych lokalnych zasobów gliny. Były to 4 cegielnie zatrudniające 17 robotników z produkcją 4300 rubli oraz fabryka wyrobów glinianych z prod. 14800 rubli. Do 1877 roku w Łowiczu istniała także lokalna fabryka wyrobów żelaznych z produkcją 10500 rubli. W sumie wartość produkcji fabryk w mieście Łowiczu wynosiła w 1881 roku 217235 rubli rocznie.
Obecnie w Łowiczu istnieje kilka ważnych przedsiębiorstw, z których najważniejsze to: „Agros Nova” oddział w Łowiczu (produkcja dżemów, soków owocowych, przetworów warzywnych), Okręgowa Spółdzielnia Mleczarska w Łowiczu (produkcja mleka i produktów mlecznych; zakład powstał w 1930 r. jako „Spółdzielnia Mleczarska Parowa”), Firma Braci Urbanek (przetwórstwo warzyw i owoców), „Lamela” Sp. z o.o., Zakład Produkcji Opakowań „Opakomet” Sp. z o.o., „PartnersPol Group” Sp. z o.o., „Baumit” Sp. z o.o., „Chemipack” Sp. z o.o.

## Wspólnoty wyznaniowe

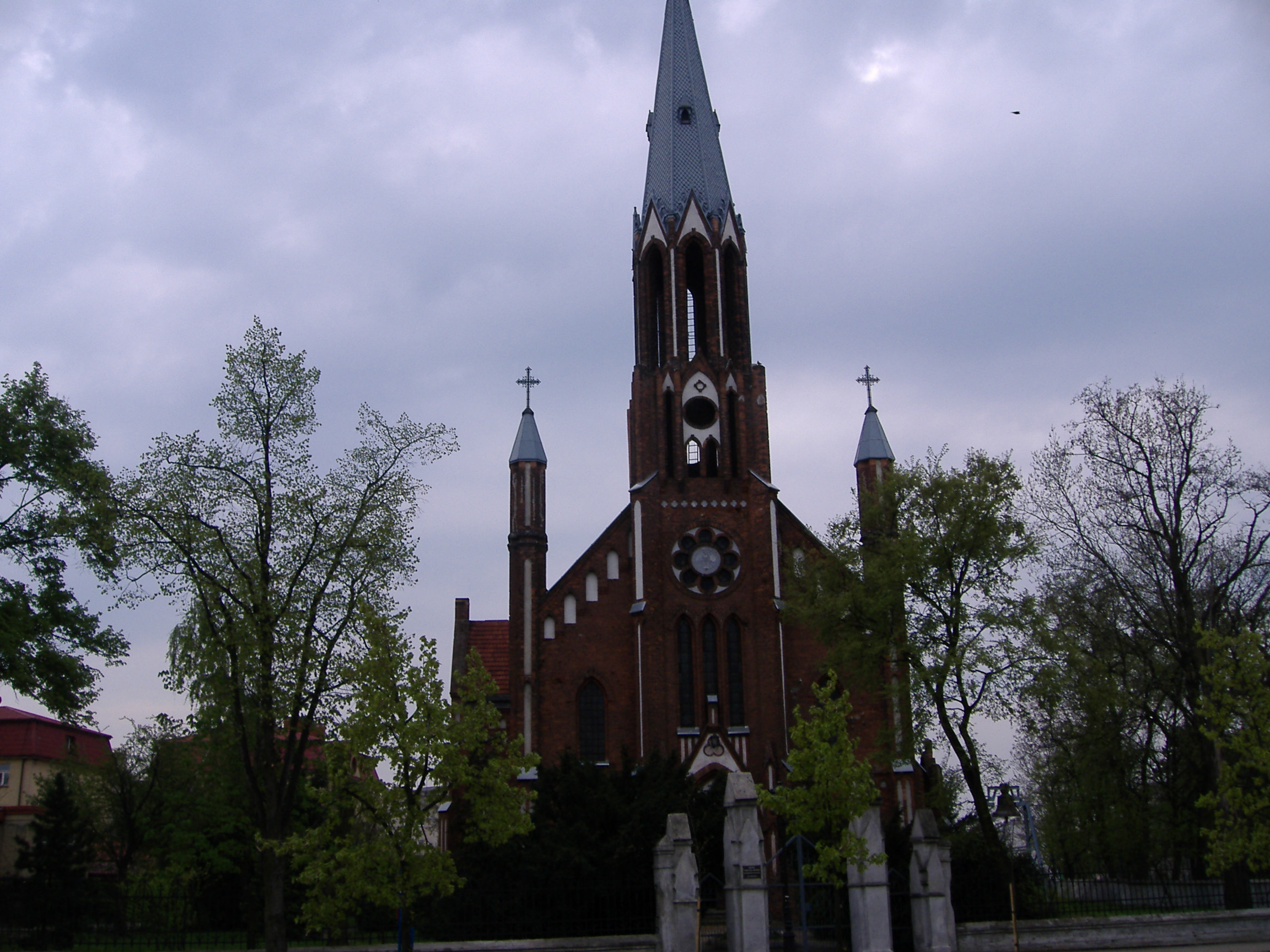
Kościół Starokatolicki Mariawitów w Łowiczu

Na terenie miasta działalność religijną prowadzą następujące wspólnoty religijne:
- Kościół Boży w Chrystusie:
  - zbór w Łowiczu[28]
- Kościół Ewangelicko-Augsburski:
  - filiał parafii w Kutnie[29][30]
- Kościół Katolicki Mariawitów:
  - parafia Przenajświętszego Sakramentu[31]
- Kościół rzymskokatolicki:
  - parafia Chrystusa Dobrego Pasterza[32]
  - parafia Świętego Ducha[33]
  - parafia Matki Bożej Nieustającej Pomocy[34]
  - parafia Wniebowzięcia Najświętszej Maryi Panny[35]
- Kościół Starokatolicki Mariawitów:
  - parafia Przenajświętszego Sakramentu[36]
- Świadkowie Jehowy:
  - zbór Łowicz (Sala Królestwa ul. Tkaczew 2B/2C)[37]

## Cmentarze
- Cmentarz mariawicki
- Cmentarz prawosławny
- Cmentarz żydowski

## Zabytki[38]

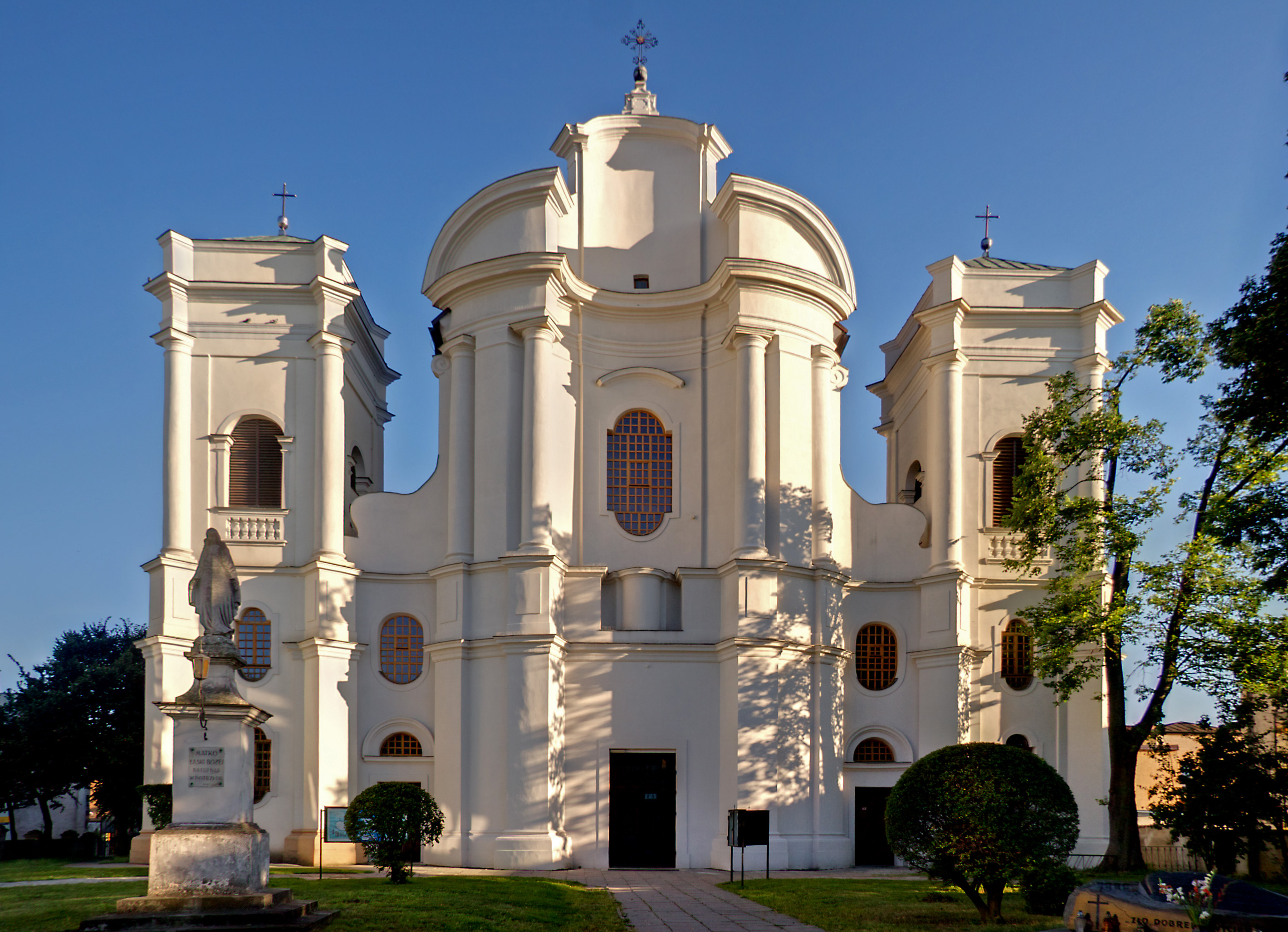
Kościół oo. Pijarów, pw. Matki Bożej Łaskawej

Ze względu na znaczenie Łowicza na przestrzeni dziejów wzniesiono tu szereg wartościowych dzieł architektury. Miasto doznało zniszczeń zarówno w czasie I, jak i II wojny światowej, jednak powojenna odbudowa oraz zachowane zabytki czynią je jednym z najcenniejszych zespołów architektoniczno-urbanistycznych w regionie. Do najważniejszych zabytków miasta należą:
- Bazylika katedralna – barokowo-renesansowa, obecna forma ustalona została w latach 1625–1658 według projektu Tomasza Poncino na bazie wcześniejszej budowli gotyckiej, częściowo zniszczona w 1939, odbudowana do 1949; trójnawowe wnętrze o bardzo bogatym wystroju barokowym, liczne kaplice z XVIII w. Zabytek będący Pomnikiem historii.
- Kościół pijarów – barokowy, z 1672–1680, o monumentalnej rokokowej fasadzie na planie falistym z około 1729 r.[39]; cenny zespół ołtarzy
- Dawny kościół ewangelicki – klasycystyczny, wzniesiony w latach 1838–1839, z efektownym portykiem frontowym i charakterystycznym uproszczonym wystrojem wnętrza; obecnie galeria sztuki
- Kościół starokatolicki mariawitów – neogotycki, na planie krzyża wybudowany w 1910 roku.
- Ratusz – klasycystyczny, wzniesiony w latach 1825–28 według projektu Bonifacego Witkowskiego
- Gmach pomisjonarski – monumentalna budowla barokowa wzniesiona w pocz. XVIII w. według projektu Tylmana z Gameren na planie pięcioboku z dziedzińcem w środku, wypalona w 1939, rozebrana do fundamentów w 1940–1941 z wyjątkiem skrzydła południowego, odbudowana po 1948
- Kościół Świętego Ducha – wzniesiony na pocz. XV w. w stylu gotyckim, nietynkowany, wielokrotnie przebudowywany; najstarszy zabytek sakralny miasta
- Dawny kościół i klasztor dominikanów – barokowy, z poł. XVII w., po 1818 przebudowany na koszary, w l. 1948–52 gruntownie przebudowany na cele szkolne z przywróceniem pierwotnych form
- Dawny kościół i klasztor bernardynów – dawny gotycki wraz z barokowymi zabudowaniami klasztornymi z XVII i XVIII w., przebudowany na koszary 1818–1823 oraz na cele szkolne w 1920
- Kościół i klasztor bernardynek – barokowe, wzniesione w poł. XVII w. według projektu Tomasza Poncino
- Kościół św. Leonarda – w stylu polskiego renesansu, wzniesiony w latach 1618–1826
- Ruiny zamku prymasowskiego – zbudowany przez arcybiskupa Jarosława Bogorię Skotnickiego ok. 1355 roku, budowla otoczona przez fosę i dzieląca się na zamek górny i dolny; zburzona przez Szwedów po 1655, częściowo odbudowana, ostatecznie opuszczona i rozebrana na pocz. XIX w.

Ponadto w Łowiczu zachowała się wartościowa zabudowa miejska, budynki związane z administracją kościelną, budynki urzędowe i wojskowe oraz zespół pałacowy:
- Późnobarokowa sufragania (dwór dziekanów kolegiaty, Stary Rynek 25), zbudowana w 4. ćw. XVII w. z fundacji Wojciecha Krajewskiego, dziekana łowickiego, przebudowana w 2. poł. XVIII w.
- Dawna kustodia (biuro parafii kolegiaty, Stary Rynek 24) z 1. poł. XIX w., klasycystyczna
- Dawne kanonie (Stary Rynek 18, 19 i 20), z 2. poł. XVI - 1. poł. XVII w., renesansowo-barokowe, silnie przekształcone w XIX i XX w. na urzędy
- Kuria wikariuszów (Stary Rynek 27), zbudowana w 2. ćw. XVIII w. z fundacji arcybiskupa Teodora Potockiego, późnobarokowa
- Tzw. brama prymasowska z ok. poł. XVII w., prawdopodobnie wg projektu Tomasza Poncino, przesunięta na obecne miejsce w 1941 r.
- Kaplica na cmentarzu, tzw. Emaus, zbudowana w 1848 r. z fundacji Franciszki Stypułkowskiej, z kruchtą z 1898 r., późnoklasycystyczna
- dawny dom księży emerytów, ul. Świętojańska 1/3 i 5/7, dwa budynki późnoklasystyczyne wzniesione w latach 1840-42. Do 1939 r. budynkom towarzyszył kościół św. Jana, uszkodzony w czasie II wojny światowej i później rozebrany
- dawne koszary strzelców konnych, 1818-23, przebudowane po 1831, klasycystyczne
- dawny szpital i apteka wojskowa, później urzędy (tzw. "Nowy Powiat", ul. Stanisławskiego 28/30, późnoklasycystyczny z 1827, przebudowany ok. poł. XIX w.
- klasycystyczna poczta z 1829 r., ul. 3 Maja 13, spalona w czasie II wojny światowej, odbudowana w 1950 r.
- zespół pałacyku gen. Stanisława Klickiego, ul. Klickiego, zbudowany ok. 1822-24, o charakterze sentymentalno-romantycznym, z użyciem fragmentów kamiennych pochodzących z zamku arcybiskupiego:
  - pałacyk, 1824
  - dawna kaplica, 1824
  - domek dozorcy
  - wieża, 1822, 3-kondygnacjowa, zwieńczona krenelażem
- kamienica, Stary Rynek 9, zbudowana w XVII-XVIII w., elewacja ze szczytem barokowo-klasycystycznym z k. XVIII w.
- kamienica, Stary Rynek 11, zbudowana w XVIII w., ustawiona kalenicowo, zachowane sklepienia z dekoracją sztukatorską z 2. poł. XVII w.
- kamienica, Stary Rynek 14, zbudowana zapewne na przełomie XVI i XVII w., wielokrotnie przebudowywany, z renesansowymi krużgankami od strony podwórza, elewacja klasycystyczna z przełomu XVIII i XIX w.
- kamienica, Stary Rynek 15, zbudowana w XVI-XVII w., do 1810 r. własność kapituły łowickiej
- dom, Stary Rynek 13, zbudowany w XVII-XVIII w., parterowy
- kamienica, Nowy Rynek 34, zbudowana w XVII w., późnorenesansowa, wewnątrz stropy belkowane; elewacja zwieńczona szczytem ze sterczynami
- kamienica, Nowy Rynek 36, powstała ok. 1786 z połączenia dwóch domów XVII-wiecznych
- kamienica, ul. Zduńska 34, zbudowana w k. XVII w., rozbudowana w k. XVIII w., klasycystyczna
- kamienica, ul. Zduńska 41, zbudowana na miejscu wcześniejszego domu w przed 1838 r., mieściła szpital z kaplicą na piętrze
- kamienica, ul. Zduńska 42, zbudowana w 1. poł. XVII w., przebudowywana, renesansowo-barokowa z wolutowym szczytem, w pomieszczeniu od podwórza bogato profilowany belkowy strop z napisem fundacyjnym z 1637 r.
- kamienica przy ul. Zduńskiej 56, zbudowana w XVII w., przebudowana w wiekach XVIII i XIX
- kamienice z XVII-XVIII w. przy Nowym Rynku (nry 1, 2, 3, 6, 8, 9, 10, 12, 13, 17, 19, 30, 32, 33, 34, 35, 36)
- kamienice z 1. poł. XIX w. przy ul. Podrzecznej (nry 2, 5, 14, 18, 22, 57)
- dom przy ul. Sienkiewicza 19, 1. poł. XIX w.
- kamienice i domy przy ul. Zduńskiej (nry 4, 12, 14, 18, 22, 23, 25, 26, 27, 28, 29, 32, 35)

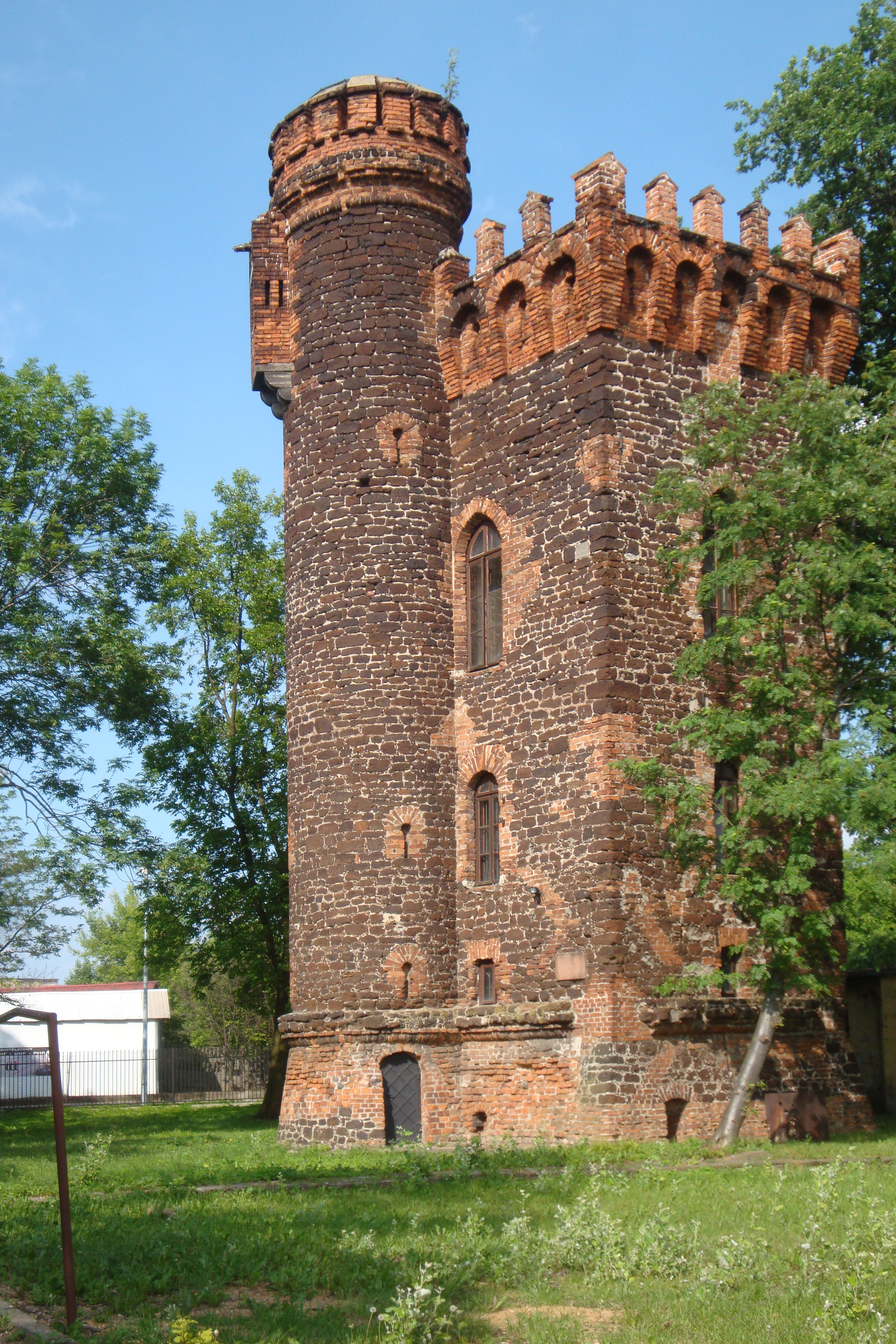
Baszta w zespole pałacowo-parkowym gen. Stanisława Klickiego
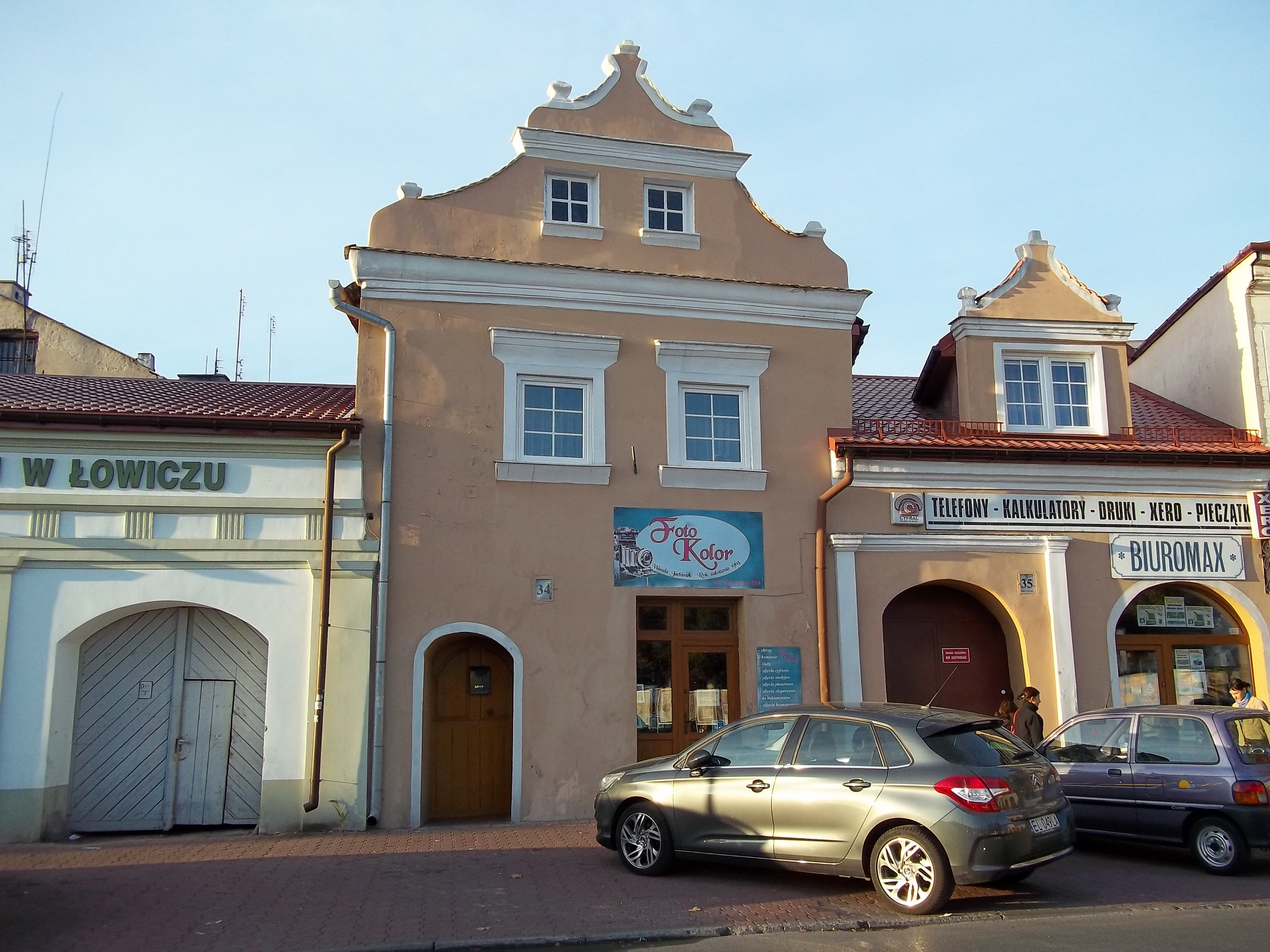
Kamienica przy Nowym Rynku 34
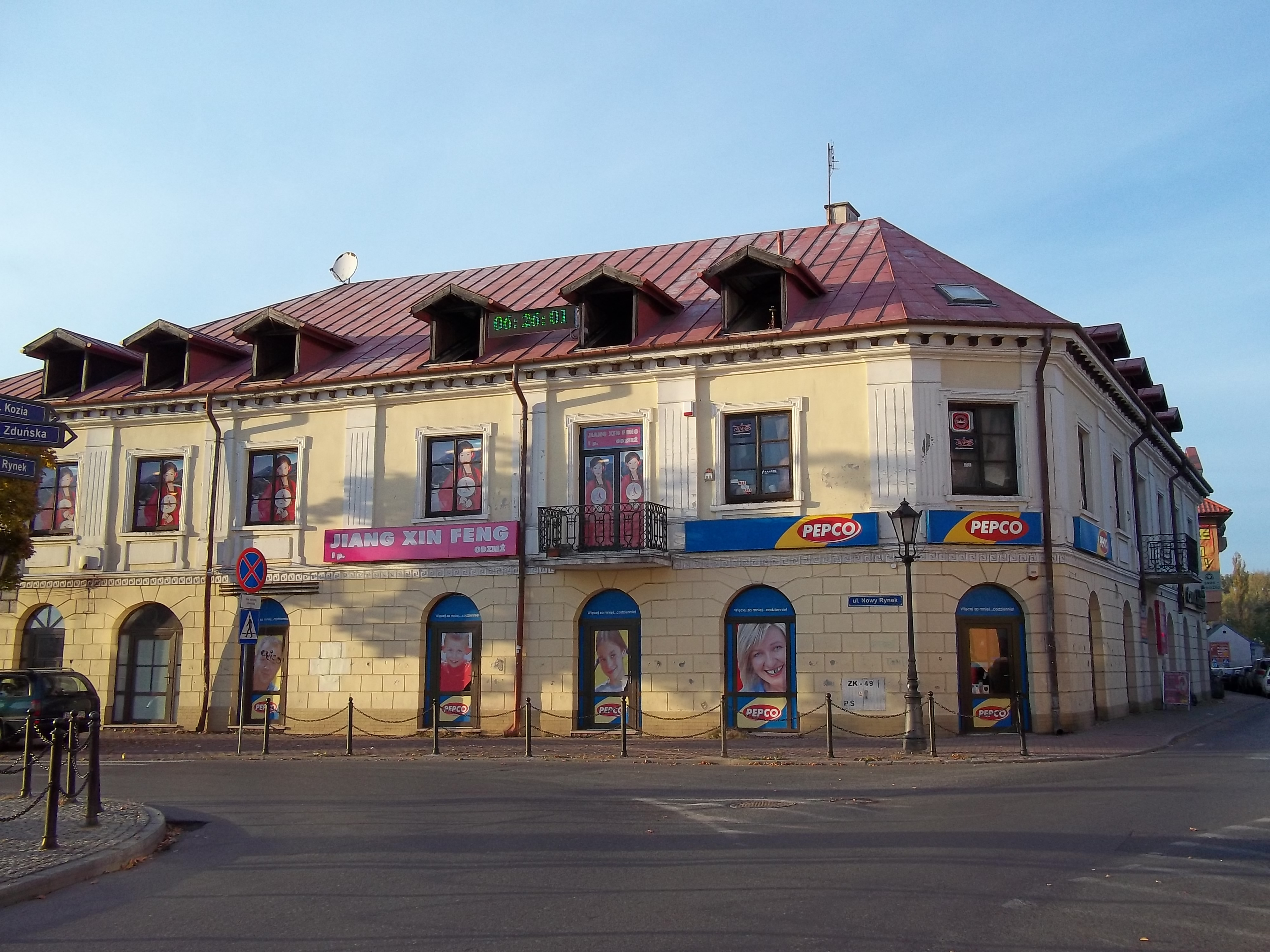
Kamienica przy Nowym Rynku 36
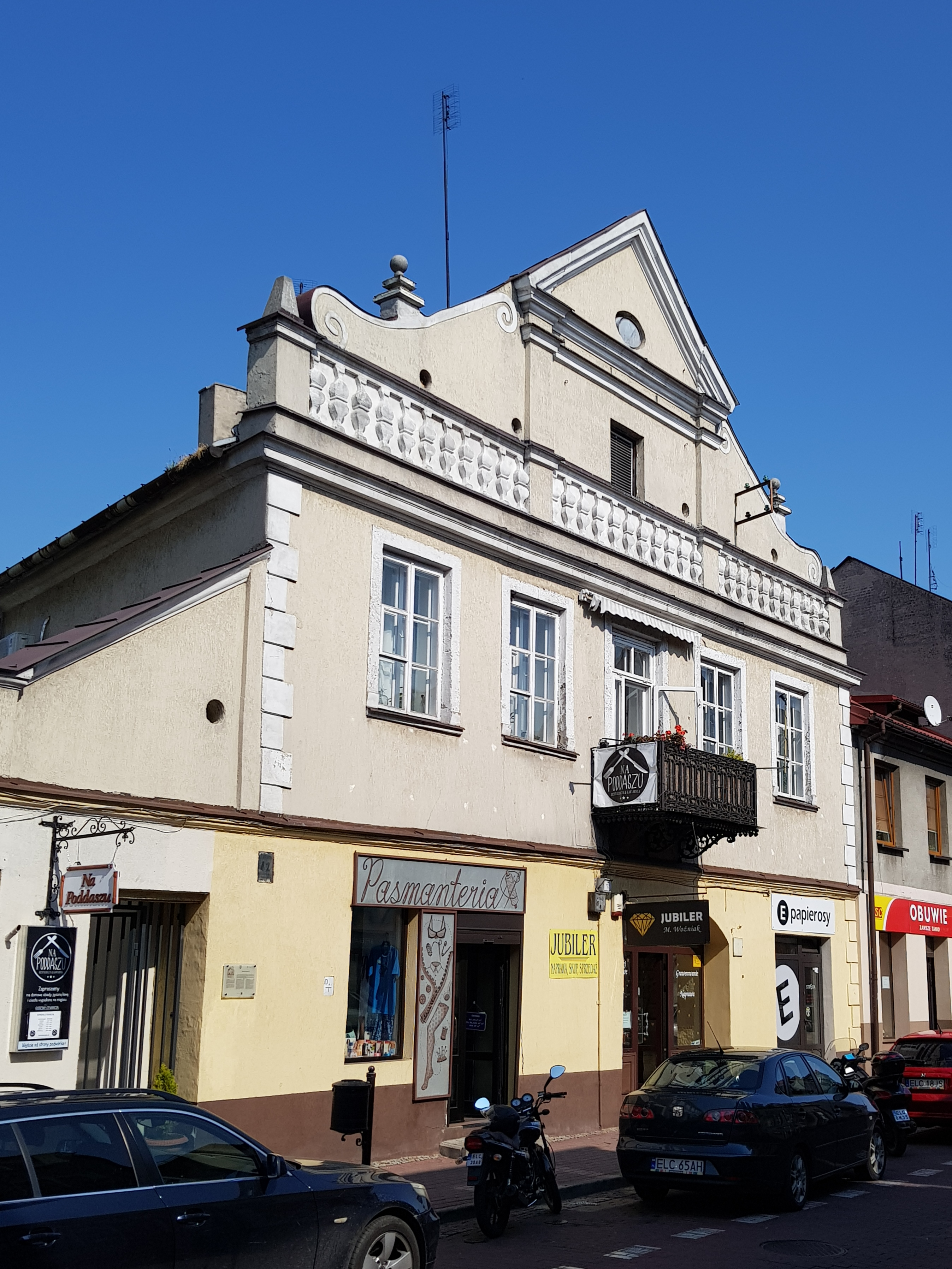
Kamienica przy ul. Zduńskiej 42
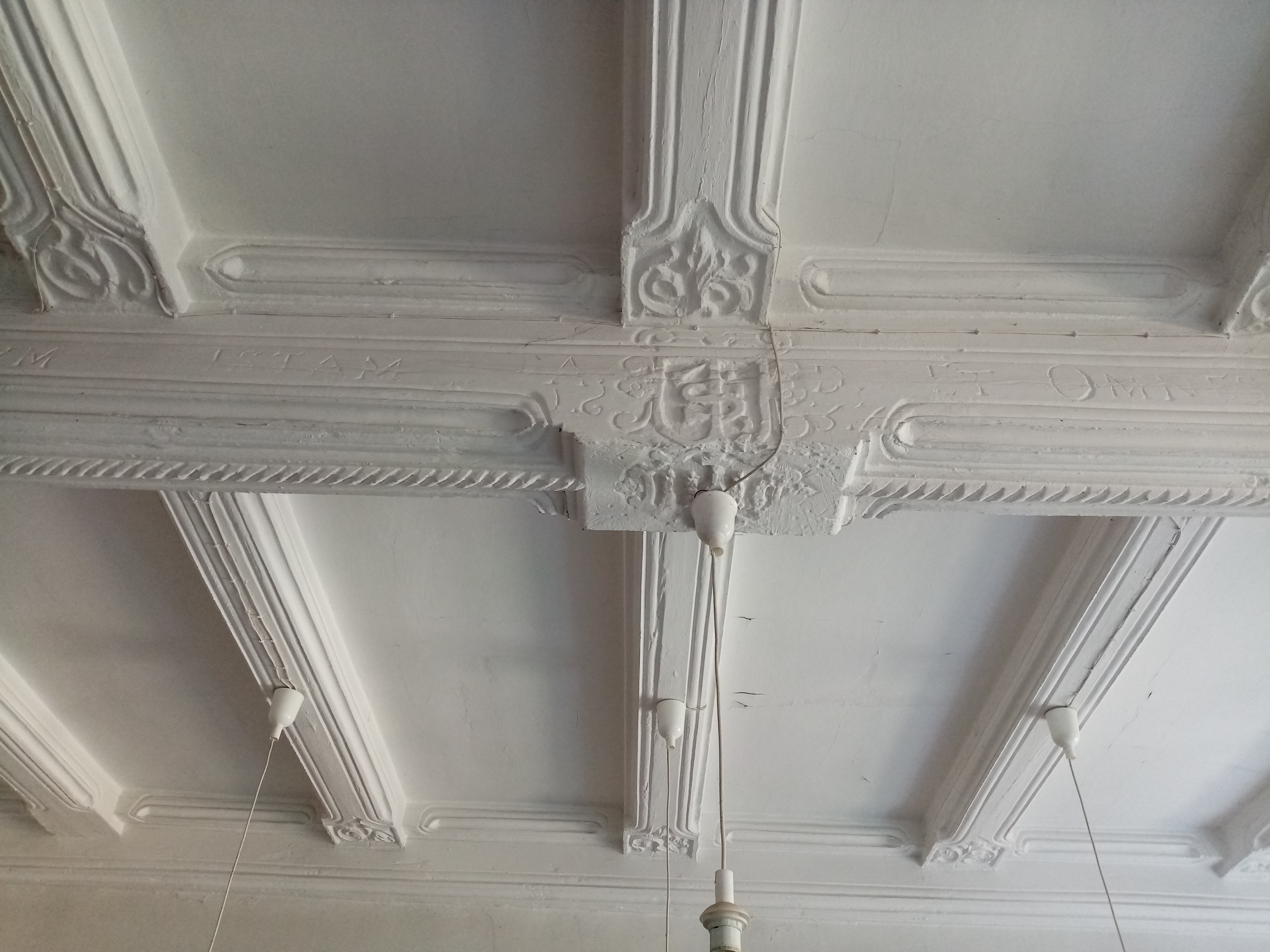
Strop w kamienicy przy ul. Zduńskiej 42 z datą 1657 oraz gmerkiem

## Dzielnice i osiedla
- Bratkowice
  - osiedle Bratkowice
  - Kostka
  - Kostka
- Centrum
  - Nowe Miasto
  - Stare Miasto
  - osiedle Starzyńskiego
  - osiedle Dąbrowskiego
  - osiedle Noakowskiego
  - osiedle Broniewskiego
  - Tkaczew
  - osiedle Reymonta
  - Tkaczew
  - Przyrynek
  - Błonie
  - Glinki
- Przedmieście
  - Przedmieście
  - Czajki
- Zatorze:
  - osiedle Marii Konopnickiej
  - osiedle Szarych Szeregów
  - osiedle Bolimowska
  - osiedle Lotników
  - Dąbrówka
  - ulica Klickiego
- Korabka
- Górki
- Małszyce
- Łódzka Wieś

## Transport

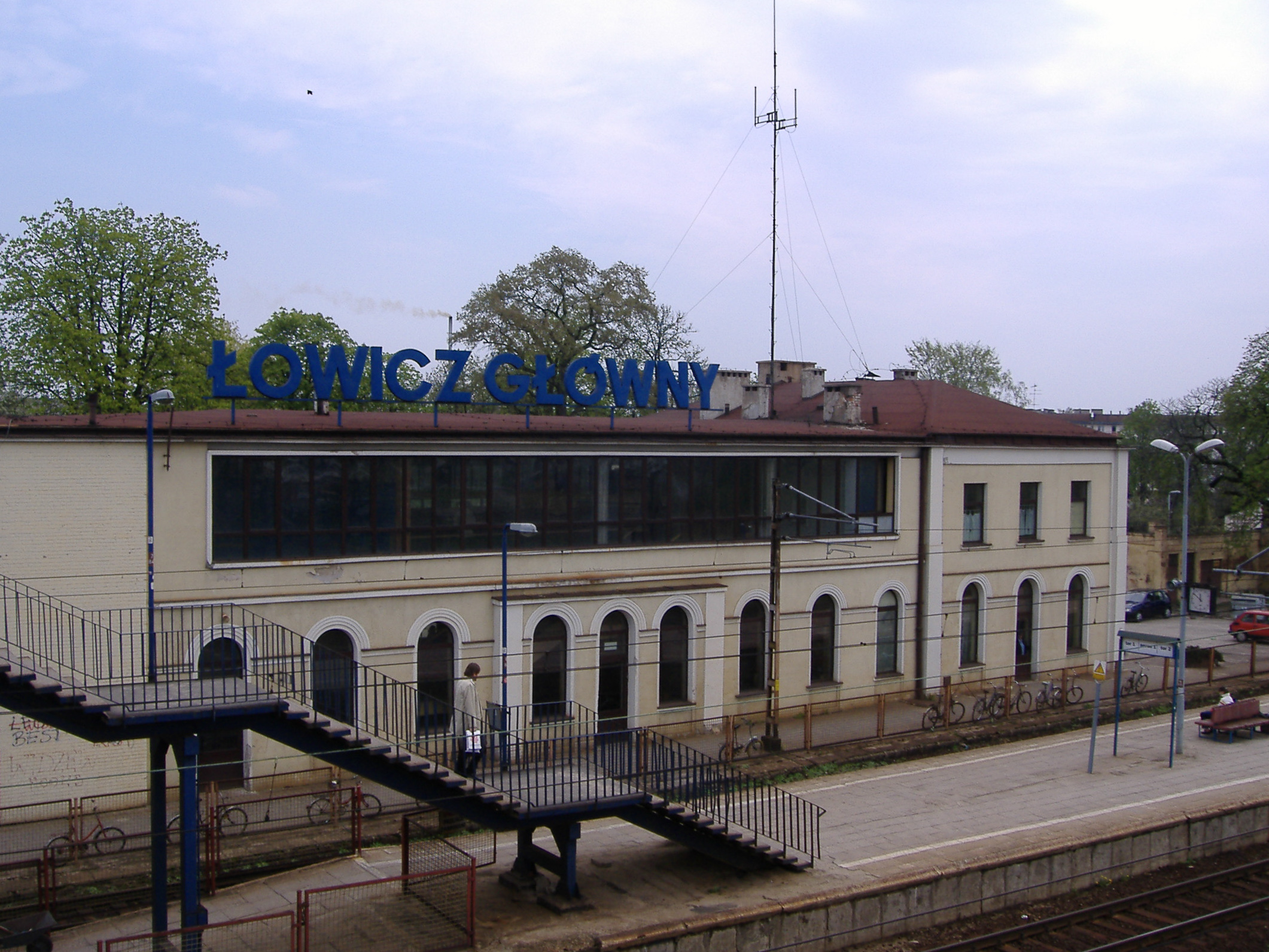
Stacja Łowicz Główny

Transport publiczny obsługiwany jest przez MZK Łowicz
W mieście krzyżują się trzy drogi krajowe i dwie wojewódzkie:
- droga krajowa nr 14: Łowicz–Łódź–Sieradz–Złoczew/(Wieluń)–Walichnowy
- droga krajowa nr 70: Łowicz–Skierniewice–Zawady
- droga krajowa nr 92: Rzepin–Świebodzin–Pniewy–Poznań–Konin–Łowicz–Warszawa
- droga wojewódzka nr 584: Łowicz–Sanniki
- droga wojewódzka nr 703: Łowicz–Łęczyca–Poddębice

W pobliżu miasta przebiega autostrada A2. Do 2030 roku planowana jest budowa obwodnicy miasta w ciągu dróg krajowych 14/70/92 w ramach „Programu Budowy 100 Obwodnic”.
Linie kolejowe łączą Łowicz (Łowicz Główny i Łowicz Przedmieście) bezpośrednio z wieloma miastami (połączenia bezpośrednie):
- Łowicz–Poznań–Szczecin–Świnoujście (najdłuższe połączenie bezpośrednie)
- Łowicz–Warszawa–Siedlce–Terespol
- Łowicz–Głowno–Łódź (ponownie otwarte 1 października 2011 roku)

Około 11 km na wschód od miasta znajduje się prywatne, śmigłowcowe lądowisko Nieborów.

## Edukacja

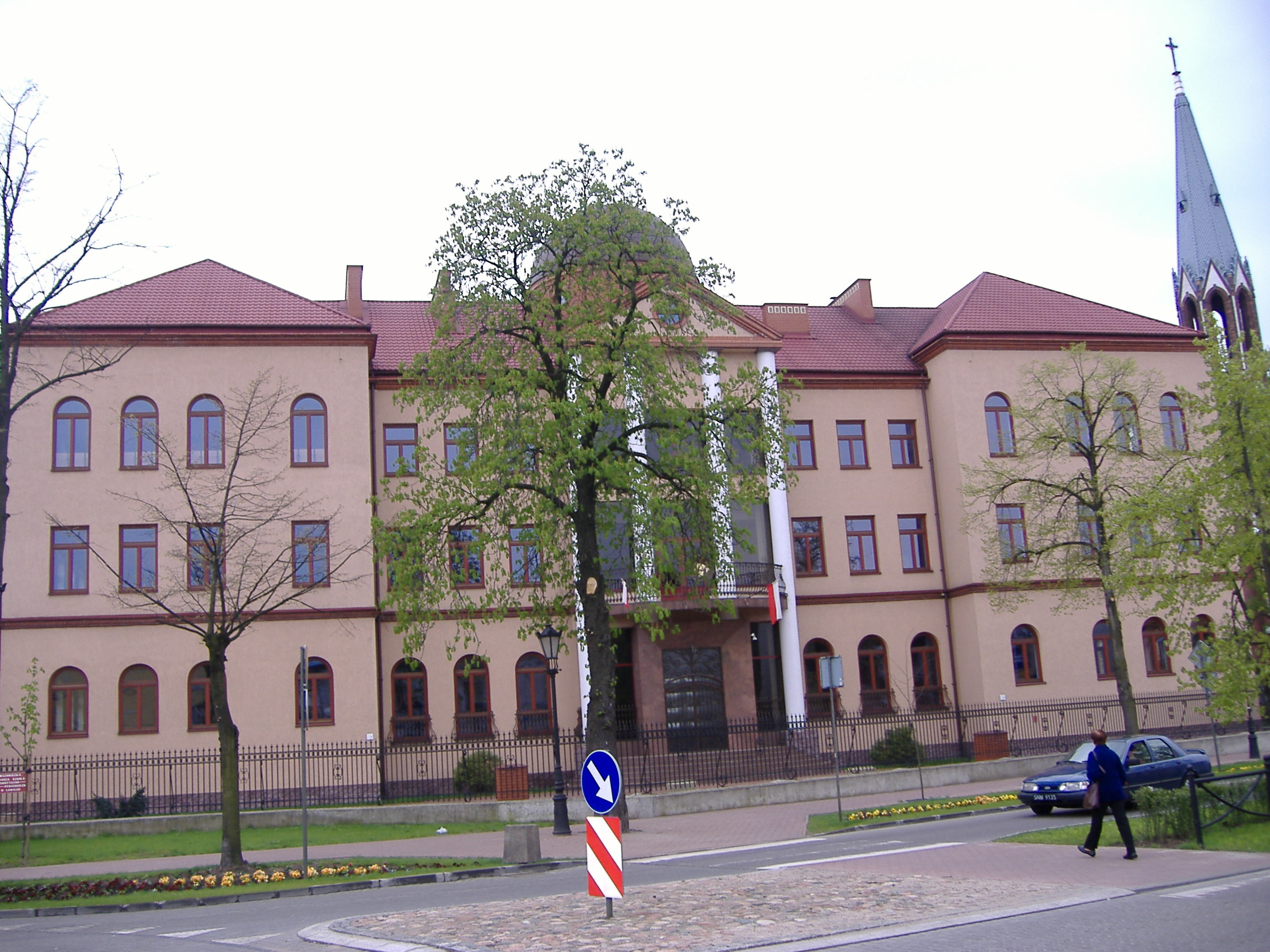
Nieistniejąca już Mazowiecka Wyższa Szkoła Humanistyczno-Pedagogiczna

Szkoły średnie:
- I Liceum Ogólnokształcące im. Józefa Chełmońskiego w Łowiczu – najstarsza szkoła w Łowiczu
- Zespół Szkół Technicznych im. 10 Pułku Piechoty w Łowiczu
- Zespół Szkół Ponadgimnazjalnych Nr 2 RCKUiP im. Tadeusza Kościuszki w Łowiczu
- II Liceum Ogólnokształcące im. Mikołaja Kopernika w Łowiczu
- Zespół Szkół Ponadgimnazjalnych Nr 3 im. Władysława Stanisława Reymonta w Łowiczu
- Pijarskie Liceum Ogólnokształcące Królowej Pokoju w Łowiczu
- Zespół Szkół Ponadgimnazjalnych Nr 4 im. Władysława Grabskiego w Łowiczu

Szkoły wyższe:
- Mazowiecka Wyższa Szkoła Humanistyczno-Pedagogiczna (1993–2015)
- Wyższe Seminarium Duchowne w Łowiczu
- Zespół Kolegiów Nauczycielskich w Łowiczu (powstały w 2008 w wyniku połączenia organizacyjnego Nauczycielskiego Kolegium Języków Obcych i Kolegium Nauczycielskiego)
- Akademia Rolnicza SGGW Wydział Zamiejscowy w Łowiczu
- Kolegium Teologiczne Diecezji Łowickiej

## Kultura i folklor

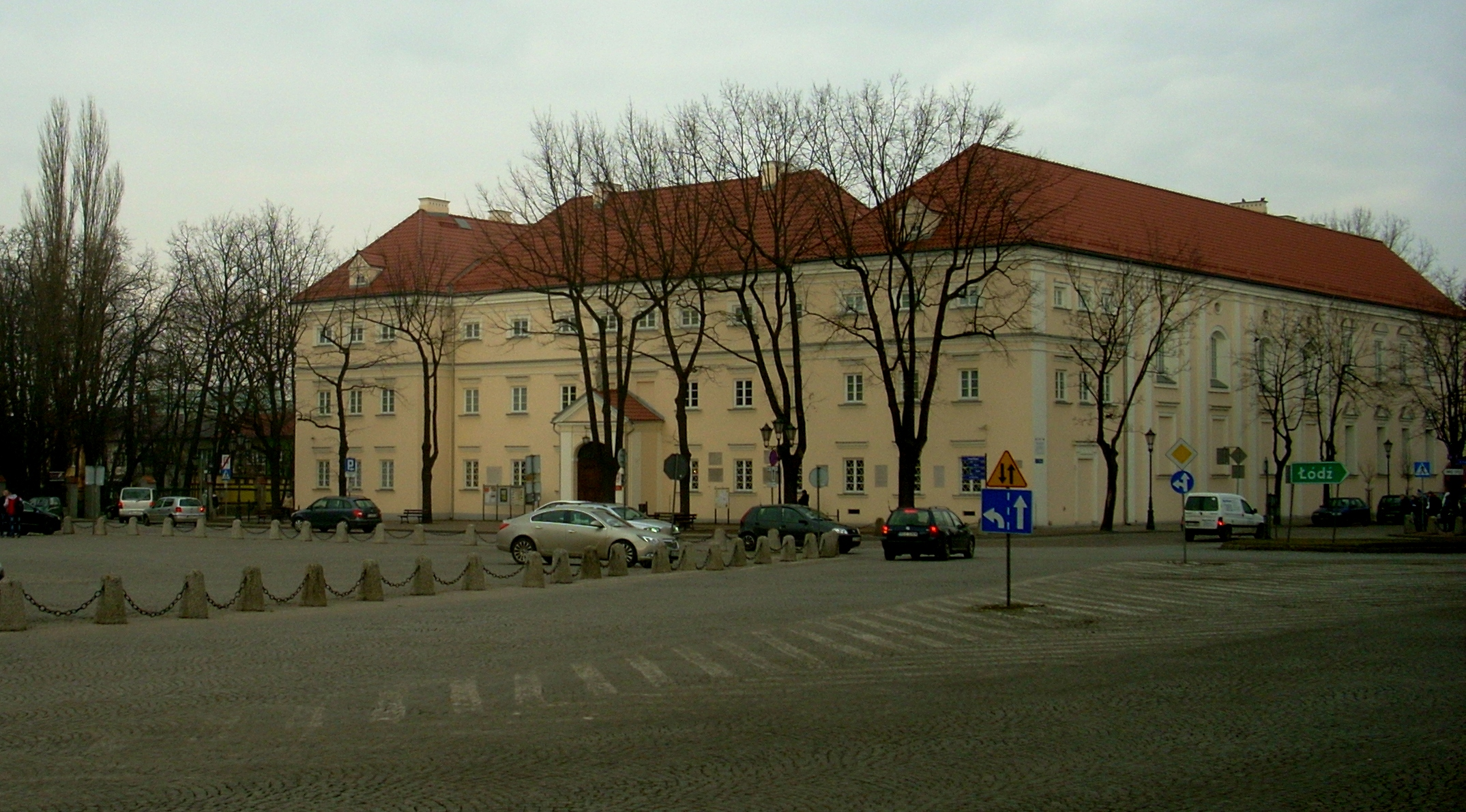
Gmach pomisjonarski projektu Tylmana z Gameren, obecnie Muzeum w Łowiczu

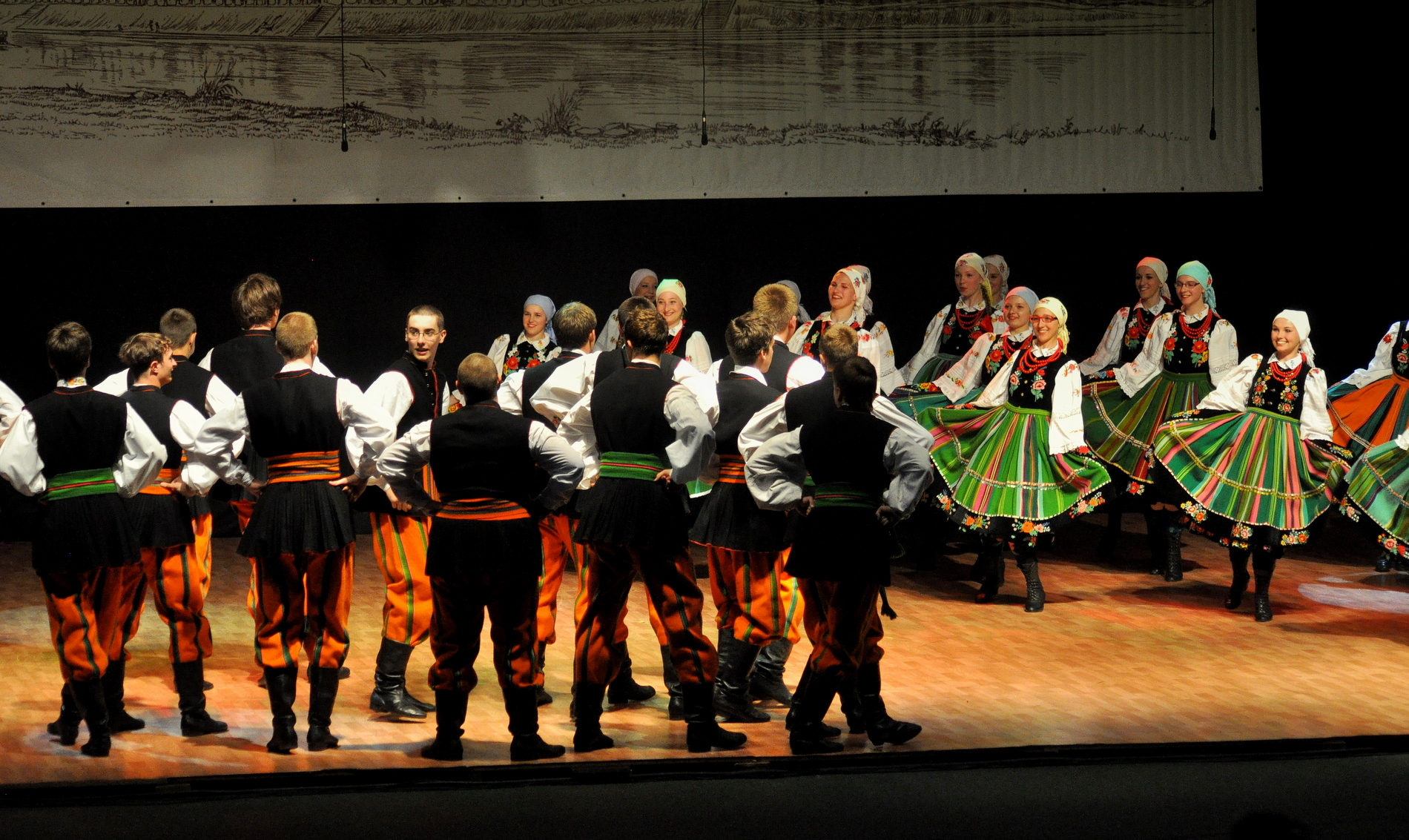
Łowicki oberek

Łowicz posiada wyraźnie wyodrębnioną kulturę lokalną, na którą składają się gwara łowicka i łowicki folklor, będący jednym z najlepiej rozpoznawalnych w Polsce i w Europie. Charakterystycznymi jego elementami są rękodzieła ludowe, m.in. wycinanki i pająki tworzone z kolorowego papieru, a także muzyka, taniec i oryginalny strój łowicki.
Staraniami władz miejskich i organizacji pozarządowych tradycja tworzenia sztuki ludowej nadal jest kultywowana, a jej liczne zbiory można podziwiać m.in. w Muzeum w Łowiczu, w skansenie wsi łowickiej w Maurzycach w gminie Zduny, oraz w prywatnym Muzeum Państwa Brzozowskich w Sromowie koło Łowicza. Gmina Łowicz corocznie organizuje festiwal sztuki ludowej, na którym goszczą regionalne zespoły z Polski i świata.
Łowicki folklor rozsławił w świecie marcowy numer czasopisma National Geographic z 1933 roku. Galeria kolorowych zdjęć mieszkańców miasta i okolic w tradycyjnych strojach łowickich pod tytułem „Rainbow Costumes of Poland’s Peasants” (Tęczowe polskie stroje ludowe) była dodatkiem do artykułu „The Poland of the Present” (Współczesna Polska). Reporter Maynard Owen Williams opisuje w nim m.in. swoje wrażenia z pobytu w mieście i okolicznych wsiach, nazywając nawet Łowicz „kolorową stolicą polskiej wsi” („color capital of peasant Poland”).
Coroczna Procesja Bożego Ciała z udziałem mieszkańców w strojach łowickich do dziś przyciąga tłumy turystów i pielgrzymów z kraju i ze świata, m.in. z Niemiec, Japonii i USA.

## Sport
- KS Księżak Łowicz
- Klub Sportowy „Pelikan”
- Ośrodek Sportu i Rekreacji
- Hala Sportowa Nr 1 ul. Jana Pawła II 3
- Hala Sportowa Nr 2 ul. Topolowa 2
- Uczniowski Klub Sportowy „Jedynka”[42]
- Pływalnia Miejska ul. Kaliska 5
- Łowicka Akademia Sportu
- Skatepark w parku Błonie

## Kultura
- Muzeum w Łowiczu
- Muzeum Guzików w Łowiczu
- Galeria „Browarna”
- Łowicki Ośrodek Kultury
- Kino „Fenix”

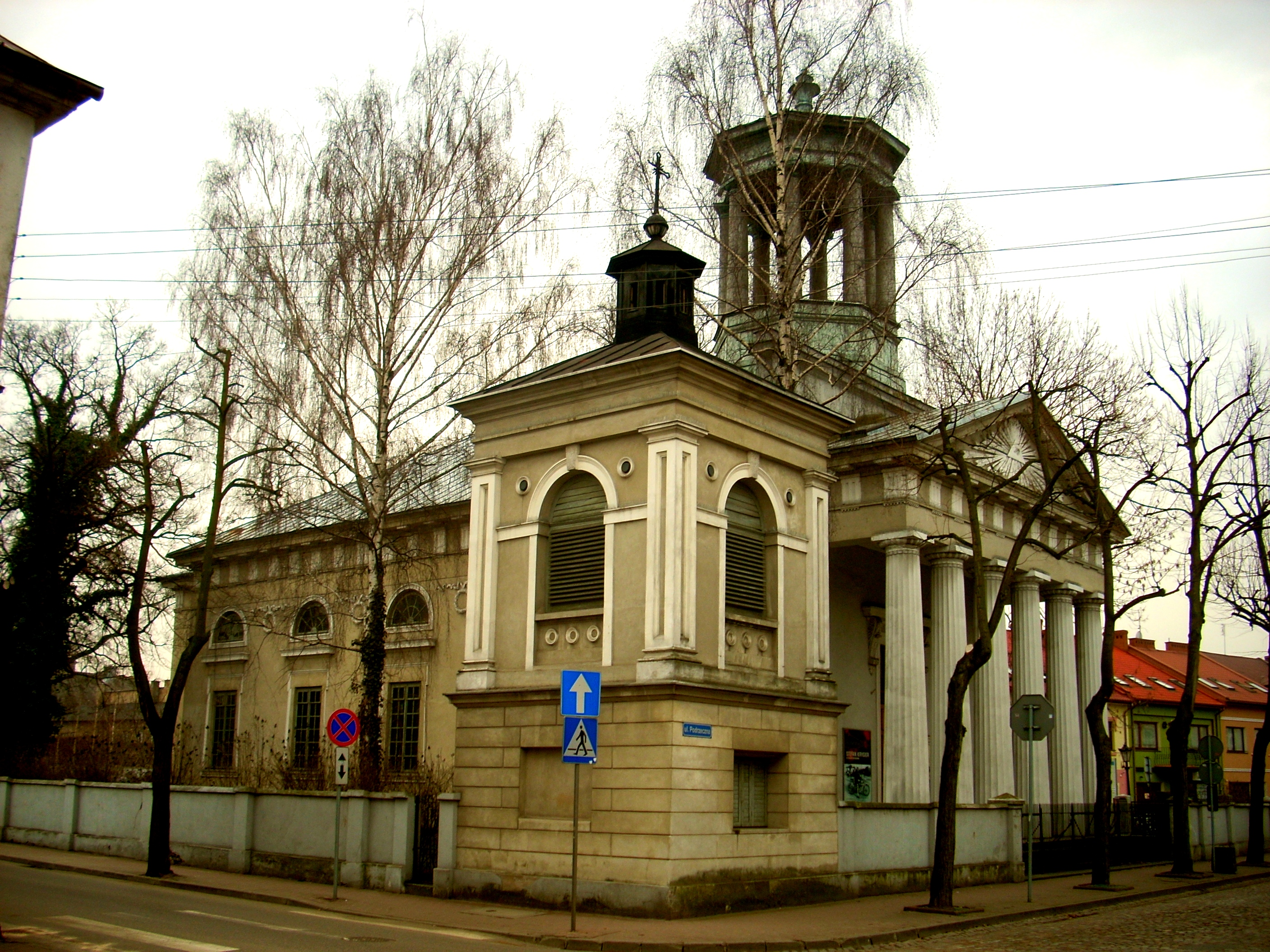
Dawny kościół ewangelicko-augsburski, obecnie galeria sztuki

- Stowarzyszenie Pracownia Sztuki Żywej
- Biblioteka Miejska im. A. K. Cebrowskiego
- Powiatowa Biblioteka Publiczna
- Biblioteka Pedagogiczna w Skierniewicach Filia w Łowiczu
- Biblioteka przy Muzeum w Łowiczu
- Biblioteka Wyższego Seminarium Duchownego

## Media
- Telewizja kablowa:
  - „Multimedia Polska” S.A.
  - „Vectra” S.A.
- Stacje radiowe:
  - Radio Victoria
- Prasa:
  - tygodnik Nowy Łowiczanin
- Internet:
  - portal informacyjny – www.lowiczanin.info
  - Łowicki Portal Informacyjny – www.lowicz24.eu

## Miasta partnerskie[43]
- Colditz,
- Lubliniec,
- Soleczniki,
- Reda,
- Cheektowaga,
- Saluzzo,
- Montoire-sur-le-Loir,
- Stupava,
- Szepetówka.

## Honorowi Obywatele Łowicza
- Leon Gołębiowski
- Karol Wojtyła – Jan Paweł II
- Tadeusz Gumiński
- ks. bp Józef Zawitkowski
- ks. bp Alojzy Orszulik
- ks. kard. Józef Glemp
- Jan Wegner
- Jan Kołaczyński
- Wiesław Balcerak
- Stanisław Fabijański
- Julian Walędziak
- Jan Kaźmierczak
- Jan Zbudniewek
- Janusz Karpiński
- ks. Zbigniew Skiełczyński
- ks. Stefan Wysocki
- Genowefa Mastalska
- Jan Kopałka
- Lucjan Zieliński
- Wiesław Jan Wysocki
- Ziemowit Skibiński
- ks. bp Andrzej Dziuba
- Zbigniew Bródka
- Marek Wojtylak
- Maciej Rybus

## Sąsiednie gminy
Chąśno, Łowicz (gmina wiejska), Nieborów

## Pozostałe informacje
- Najstarsza wzmianka o Łowiczu pochodzi z bulli papieża Innocentego II z 7 lipca 1136 roku. Prawa miejskie otrzymał przed 1298 r.
- 18 grudnia 1806 po zwycięstwie pod Jeną i Auerstedt w drodze do Warszawy, w Łowiczu, zatrzymał się na kilkugodzinny odpoczynek Napoleon I Bonaparte[44]. Na murze kamienicy przy Starym Rynku, w której się zatrzymał znajduje się obecnie tablica pamiątkowa[45] projektu Zdzisława Pągowskiego.
- W Łowiczu znajduje się jedyny w Polsce trójkątny rynek z zachowanym średniowiecznym układem architektonicznym.
- W 1999 roku Łowicz odwiedził Jan Paweł II, który Katedrę Łowicką podniósł do rangi Bazyliki Mniejszej.